# Liste der Biografien/Dam
Liste der Biografien |
Portal Biografien |
Personensuche
# |
A |
B |
C |
D |
E |
F |
G |
H |
I |
J |
K |
L |
M |
N |
O |
P |
Q |
R |
S |
T |
U |
V |
W |
X |
Y |
Z |
?
 
Da |
Db |
Dc |
Dd |
De |
Dg |
Dh |
Di |
Dj |
Dk |
Dl |
Dm |
Dn |
Do |
Dq |
Dr |
Ds |
Du |
Dv |
Dw |
Dy |
Dz
 
Daa |
Dab |
Dac |
Dad |
Dae |
Daf |
Dag |
Dah |
Dai |
Daj |
Dak |
Dal |
Dam |
Dan |
Dao |
Dap |
Daq |
Dar |
Das |
Dat |
Dau |
Dav |
Daw |
Dax |
Day |
Daz
Die Liste der Biografien führt alle Personen auf, die in der deutschsprachigen Wikipedia einen Artikel haben. Dieses ist eine Teilliste mit 644 Einträgen von Personen, deren Namen mit den Buchstaben „Dam“ beginnt.

## Dam
- Dam á Neystabø, Helena (* 1955), färöische Politikerin (Javnaðarflokkurin)
- Đàm Quang Trung (1921–1995), vietnamesischer General und Guerillakämpfer
- Đàm Thanh Sơn (* 1969), vietnamesischer Physiker
- Đàm Thanh Xuân (* 1985), vietnamesische Schwimmerin und Kampfsportkünstlerin
- Dam van Isselt, Lucie van (1871–1949), niederländische Malerin
- Dam, Anders Ehlers (* 1973), dänischer Skandinavist
- Dam, Andries van (* 1938), US-amerikanischer Informatiker
- Dam, Annemieke van (* 1982), niederländische Musical-DarstellerinAnnemieke van Dam (* 1982)

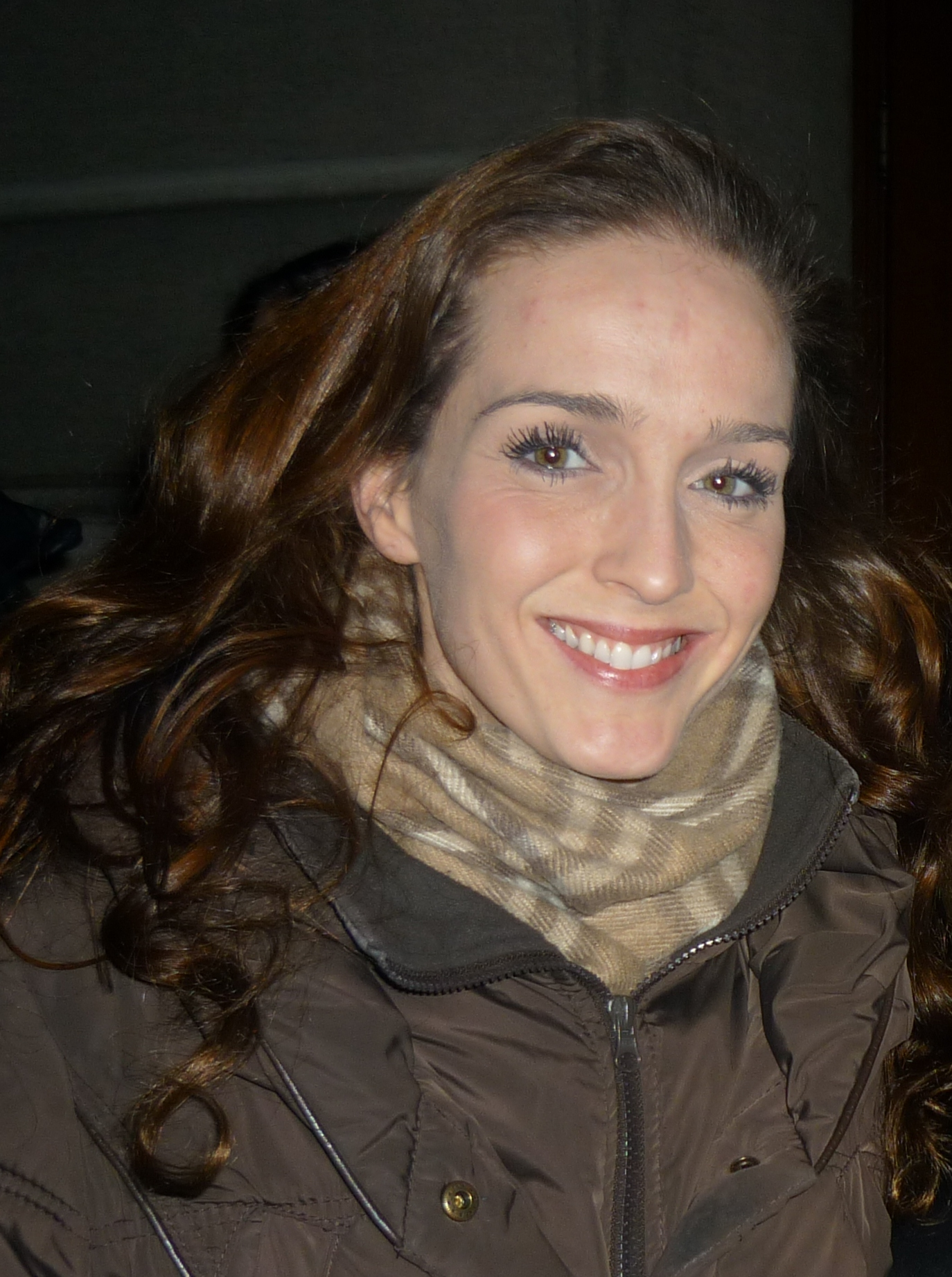
Annemieke van Dam (* 1982)

- Dam, Atli Pætursson (1932–2005), färöischer Politiker (Javnaðarflokkurin)
- Dam, Bram van (1943–2008), niederländischer Sport- und Ernährungswissenschaftler sowie Leichtathletiktrainer
- Dam, Carlo van (* 1986), niederländischer Rennfahrer
- Dam, Claus (* 1960), dänischer Musicaldarsteller
- Dam, Cornelis Frans Adolf van (1899–1972), niederländischer Romanist und Hispanist
- Dam, David (* 1998), namibischer Mittelstreckenläufer
- Dam, Douwe Casparus van (1827–1898), niederländischer Naturforscher und Museumswärter
- Dam, Hendrik van (1906–1973), deutscher Jurist, Generalsekretär des Zentralrats der Juden in Deutschland
- Dam, Henrik (1895–1976), dänischer Biochemiker, erhielt den Nobelpreis für Medizin 1943
- Dam, Jan Albertsz van († 1746), niederländischer Mathematiker, Astronom und Landvermesser
- Dam, Johan C. F. (1863–1925), färöischer unionistischer Politiker
- Dam, Johannes van (1946–2013), niederländischer Journalist und Gastronomiekritiker
- Dam, Kenneth W. (1932–2022), US-amerikanischer Jurist und Politiker
- Dam, Laurens ten (* 1980), niederländischer Radrennfahrer
- Dam, Luc van (1920–1976), niederländischer Boxer
- Dam, Ludvig (1884–1972), dänischer Schwimmer
- Dam, Lydia van (* 1970), niederländische Jazzsängerin
- Dam, Marcel van (* 1938), niederländischer Politiker
- Dam, Martijn van (* 1978), niederländischer Politiker der sozialdemokratischen PvdA
- Dam, Nikolaos van (* 1945), niederländischer Autor
- Dam, Peter Mohr (1898–1968), färöischer sozialdemokratischer Politiker
- Dam, Rigmor (* 1971), färöische Politikerin
- Dam, Thijs van (* 1997), niederländischer Hockeyspieler
- Dam, Thomas (1915–1989), dänischer Bildschnitzer
- Dam-huraši, Königin von Mari

### Dama
- Dama do Bling (* 1979), mosambikanische Musikerin und Unternehmerin
- Dama, Hans (* 1944), österreichischer Schriftsteller und Lektor
- Dama, Patrick (* 1976), deutscher Fußballspieler
- Damad Ferid Pascha (1853–1923), osmanischer GroßwesirDamad Ferid Pascha (1853–1923)

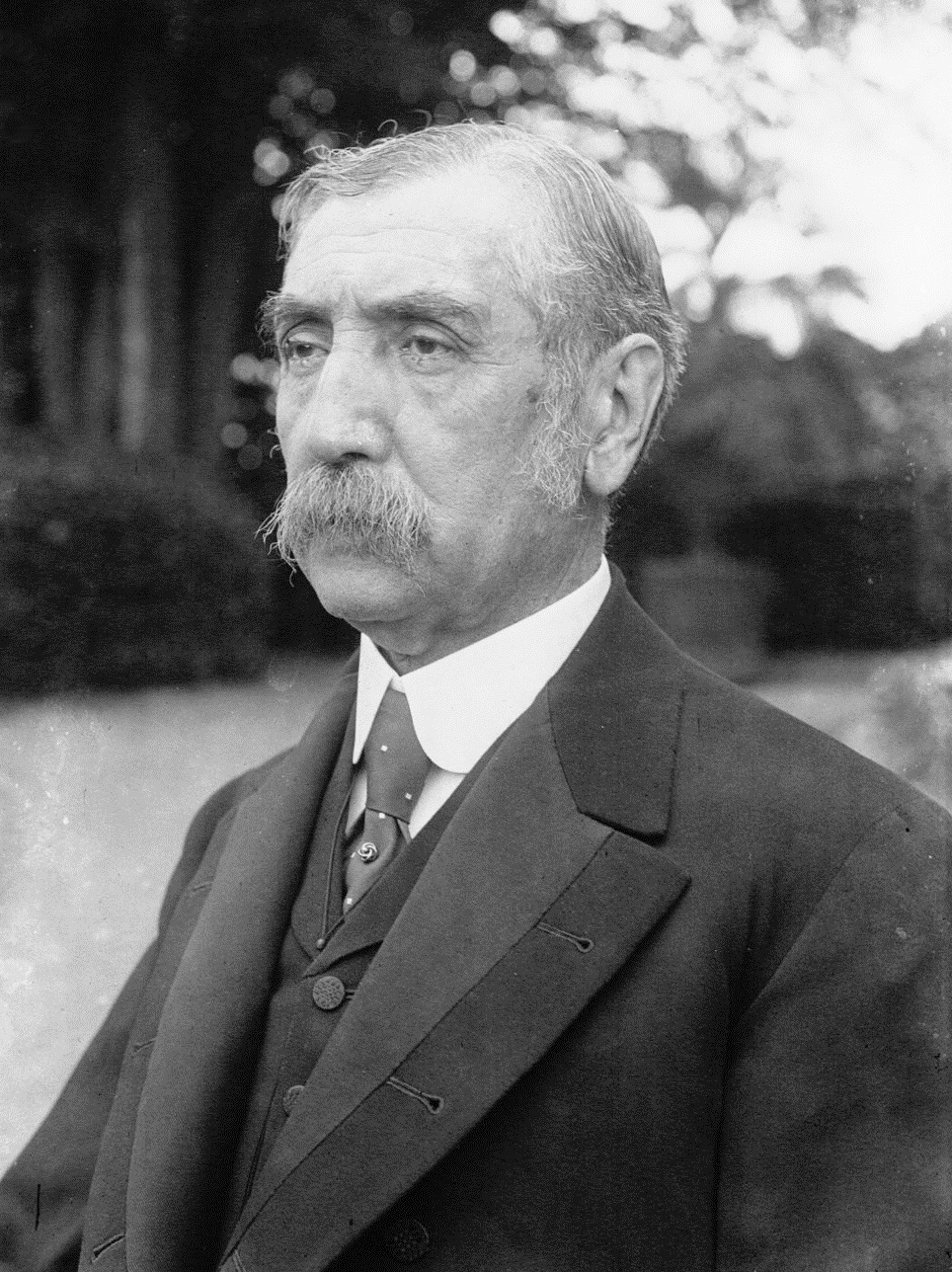
Damad Ferid Pascha (1853–1923)

- Damadian, Mihran (1863–1945), armenischer Lehrer und Freiheitskämpfer
- Damadian, Raymond (1936–2022), US-amerikanischer Mediziner und Miterfinder der Magnetresonanztomographie
- Damae (* 1979), deutsche Sängerin und Songwriterin
- Damage, Charif (* 1921), libanesischer Ringer
- Damahou, Joel (* 1987), ivorischer Fußballspieler
- Damaisin, Bertrand (* 1968), französischer Judoka
- Daman, Jos (* 1945), belgischer Bogenschütze
- Daman, William († 1591), franko-flämischer Musiker und Komponist
- Damanaki, Maria (* 1952), griechische Politikerin (PASOK)
- Damanakis, Ioannis (* 1952), griechischer Fußballspieler
- Damance, Paul, französischer Organist und Komponist
- Damani, Radhakishan (* 1954), indischer Unternehmer und Investor
- Damann, Bruno (* 1957), Schweizer Politiker
- Damant, Nicholas († 1616), katholischer Rat und Staatsmann in den spanischen Niederlanden unter der Herrschaft von Philipp II.
- Damant, Pieter (1530–1609), Bischof von Gent
- Damanzewitsch, Maryna (* 1984), belarussische Marathonläuferin
- Damar, Germaine (* 1929), luxemburgische FilmschauspielerinGermaine Damar (* 1929)

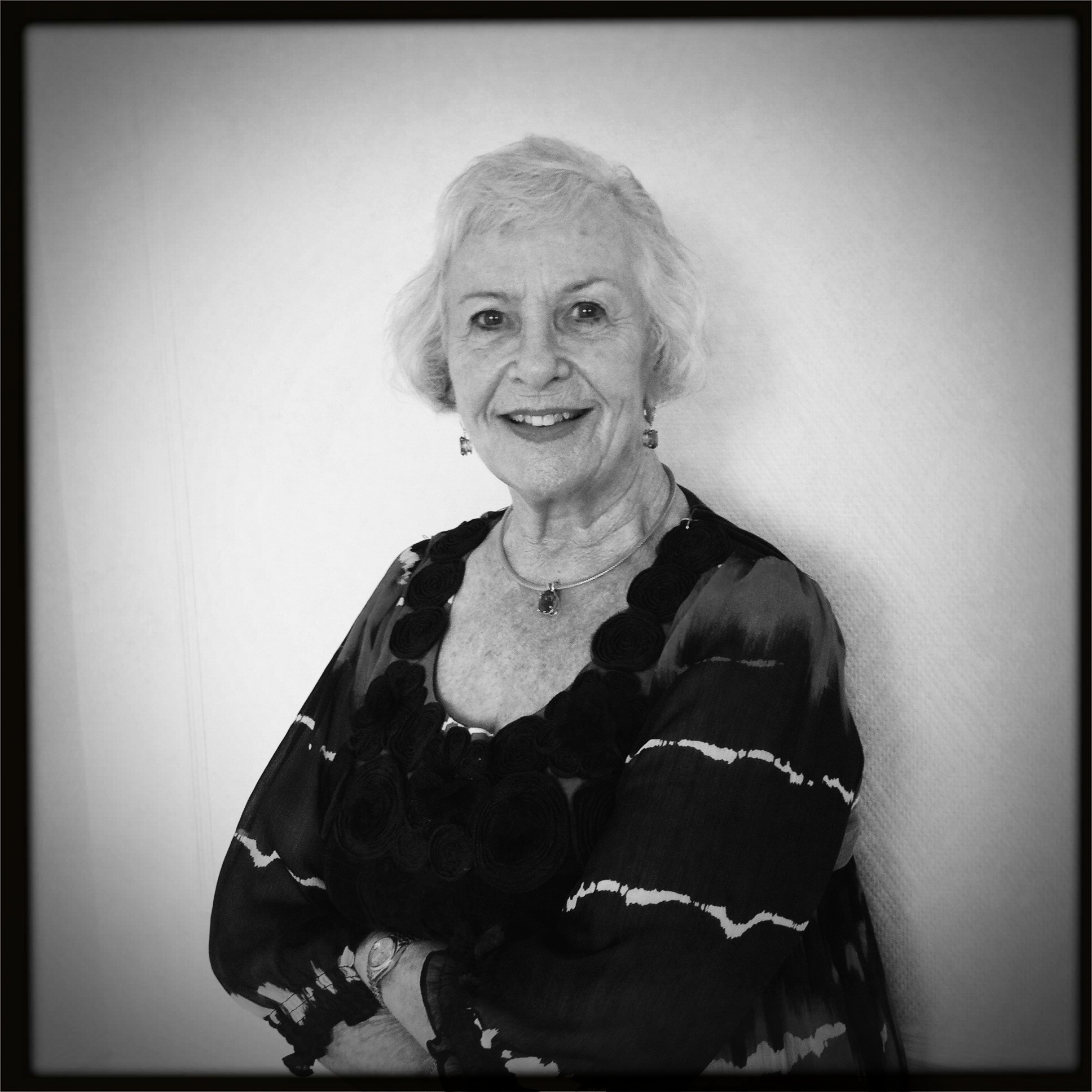
Germaine Damar (* 1929)

- Damar, Muhammed (* 2004), deutsch-türkischer Fußballspieler
- Damaratos, spartanischer König um (510–491 v. Chr.)
- Damare, Stephanie (* 1977), deutsche Schauspielerin und Synchronsprecherin
- Damares (* 1980), brasilianische Gospelsängerin
- Damari, Omer (* 1989), israelischer Fußballspieler
- Damari, Shoshana (1923–2006), israelische Sängerin
- D’Amario, Tony (1960–2005), französischer Schauspieler
- Damaris, biblische Gestalt
- Damaris (* 1986), peruanische Sängerin
- Damaru (* 1986), surinamischer Reggae-Sänger und Rapper
- Damas, Ange Hyacinthe Maxence de (1785–1862), französischer General und Staatsmann
- Damas, Bertila, US-amerikanische Film-, Fernseh- und Theaterschauspielerin
- Damas, Carlos (* 1973), portugiesischer Violinist
- Damas, Étienne Charles (1754–1846), Chevalier, später Herzog von Damas-Crux und französischer Generalleutnant
- Damas, François-Auguste (1773–1812), französischer General der Kavallerie
- Damas, François-Étienne (1764–1828), französischer General
- Damas, Georges Aleka (1902–1982), gabunischer Politiker
- Damas, Jean († 1481), burgundischer Hofbeamter und Militär
- Damas, Joseph-François-Louis-Charles de (1758–1829), Oberst der Feldzüge in Amerika (1780 und 1781)
- Damas, Léon-Gontran (1912–1978), französischer Schriftsteller
- Damas, Roger de (1765–1823), französischer General und Bruder von Joseph Francois Louis Damas
- Damas, Vítor (1947–2003), portugiesischer Fußballspieler (Torwart)
- Damascena, Francisco Agamenilton (* 1975), brasilianischer Geistlicher und römisch-katholischer Bischof von Luziânia
- Damasceno Assis, Raymundo (* 1937), brasilianischer Geistlicher, emeritierter Erzbischof von Aparecida, Kardinal
- Damasceno, Marco (* 1996), brasilianischer Fußballspieler
- Damaschek, Marcel (* 1997), deutscher Fußballspieler
- Damaschin, Alexandra (* 1991), rumänische Tennisspielerin
- Damaschke, Adolf (1865–1935), deutscher Lehrer und ein Führer der BodenreformbewegungAdolf Damaschke (1865–1935)

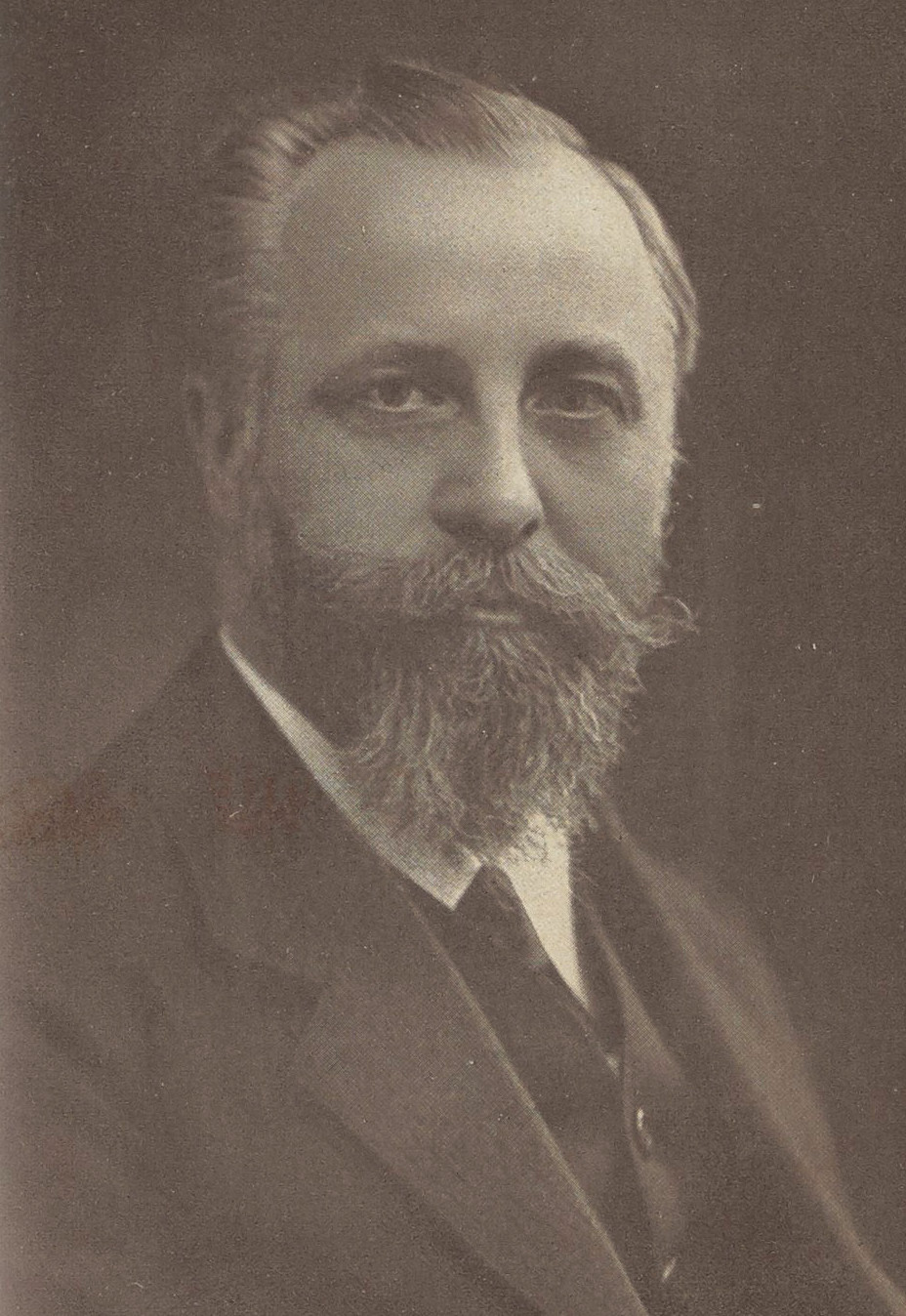
Adolf Damaschke (1865–1935)

- Damaschke, Bill (* 1963), amerikanischer Filmproduzent
- Damaschke, Fanny, deutsche Fernsehansagerin und Moderatorin
- Damaschke, Giesbert (* 1961), deutscher Germanist und Publizist
- Damaschke, Richard, deutscher Fußballspieler
- Damase, Jacques (1930–2014), französischer Verleger, Galerist und Autor
- Damase, Jean-Michel (1928–2013), französischer Komponist und Pianist
- Damasias, Athener Archon
- Damasio, Alain (* 1969), französischer Science-Fiction- und Fantasy-Autor
- Damásio, António R. (* 1944), portugiesischer Neurowissenschaftler
- Damásio, Hanna (* 1942), portugiesische Neurowissenschaftlerin in Kalifornien
- Damasioti, Georgia (* 2003), griechische Schwimmerin
- Damasithymos († 480 v. Chr.), Dynast von Kalynda
- Damaske, Ewald (1910–1977), deutscher Politiker (CDU)
- Damaske, Tanja (* 1971), deutsche Speerwerferin
- Damaskenos Studites († 1577), griechischer Bischof der frühen Neuzeit
- Damaskinos, Michail (1530–1593), griechischer Ikonenmaler
- Damaskios, spätantiker Philosoph
- Damaskos, Evangelos, griechischer Leichtathlet
- Damastes von Sigeion, antiker griechischer Geschichtsschreiber
- Damasus I. († 384), Bischof von Rom (366–384)Damasus I. († 384)

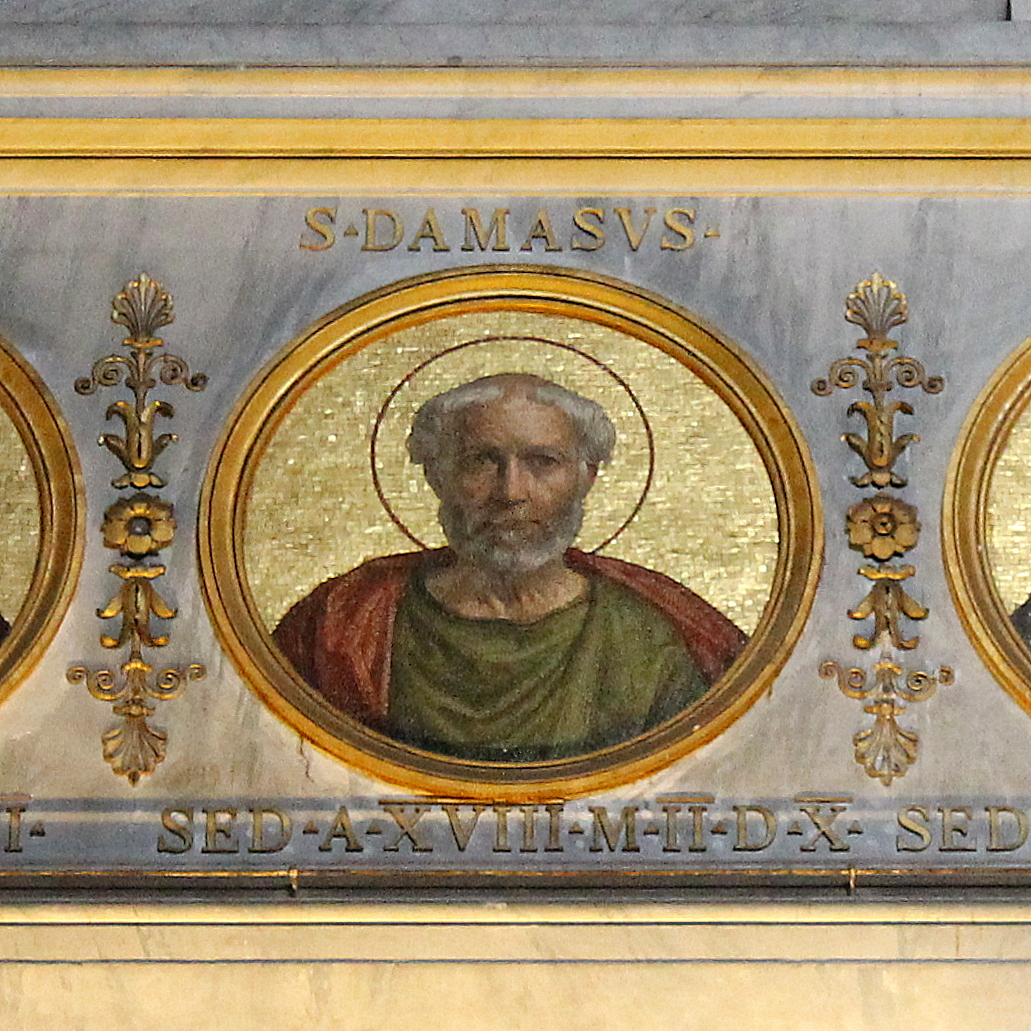
Damasus I. († 384)

- Damasus II. († 1048), Papst (1048)
- Damasus, Stella (* 1978), nigerianische Schauspielerin und Sängerin
- Damat İbrahim Pascha († 1601), osmanischer Feldherr und Politiker
- Damat Mahmud Pascha (1853–1903), osmanischer Politiker
- D’Amato, Al (* 1937), US-amerikanischer Politiker
- D’Amato, Alice (* 2003), italienische Turnerin
- Damato, Antonio (* 1972), italienischer Fußballschiedsrichter
- D’Amato, Brian, US-amerikanischer Autor, Journalist, Dozent und Bildhauer
- D’Amato, Cus (1908–1985), US-amerikanischer Boxtrainer
- D’Amato, Joe (1936–1999), italienischer Filmregisseur und -produzent, Kameramann und DrehbuchautorJoe D’Amato (1936–1999)

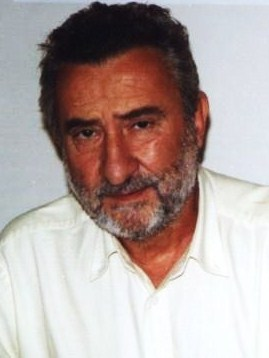
Joe D’Amato (1936–1999)

- D’Amato, John († 1992), US-amerikanischer Mafioso
- D’Amato, Rosa (* 1969), italienische Politikerin; MdEP
- Damayanti, Ruth, indonesische Badmintonspielerin
- Damazyn, Gwidon (1908–1972), polnischer Ingenieur und Widerstandskämpfer

### Damb
- Dambach, Hans (1915–1944), deutscher SS-Mann und KZ-Aufseher
- Dambach, Kurt A. (1919–2004), deutscher Unternehmer
- Dambach, Otto (1831–1899), deutscher Rechtswissenschaftler und Verwaltungsjurist
- Dambacher, Helena (* 2000), deutsche Rollkunstläuferin
- Dambacher, Josef Jakob (1794–1868), deutscher Archivar und Gymnasialprofessor
- Dambacher, Martijn (* 1979), niederländischer Schachspieler
- Dambacher, Michael (* 1979), deutscher Kommunalpolitiker (CDU), Oberbürgermeister von Ellwangen (Jagst)
- Dambacher, Wilhelm (1905–1966), deutscher Landrat und Politiker (parteilos, NSDAP)
- Dambadardschaagiin, Gantulga (* 1989), mongolischer Leichtathlet
- Damballey, Adama (* 1957), gambischer Ringer
- Dambeck, Franz (1903–1974), deutscher Priester und Denkmalpfleger
- Dambeck, Johann Heinrich (1774–1820), österreichischer Schriftsteller und Professor für Ästhetik
- Dambeck-Keller, Margarete (1908–1952), deutsche Textildesignerin
- Dambendzet, Nathalie (* 1975), ungarische Volleyballspielerin
- Damberg, Mikael (* 1971), schwedischer Politiker (SAP) und Innenminister
- Damberg, Wilhelm (* 1954), deutscher Kirchenhistoriker
- Damberger, Joseph Ferdinand (1795–1859), deutscher römisch-katholischer Theologe
- Damberger, Max (1877–1943), österreichischer Militärkapellmeister, Dirigent und Komponist
- Damberger, Richard (1932–1990), österreichischer Maler
- Dambergs, Mārtiņš (* 1988), lettischer Rechtsanwalt und Sportfunktionär
- Dambert, Komponist der Renaissance
- Dambile, Sinesipho (* 2002), südafrikanischer Sprinter
- Damböck, Eric (* 1999), österreichischer HandballspielerEric Damböck (* 1999)

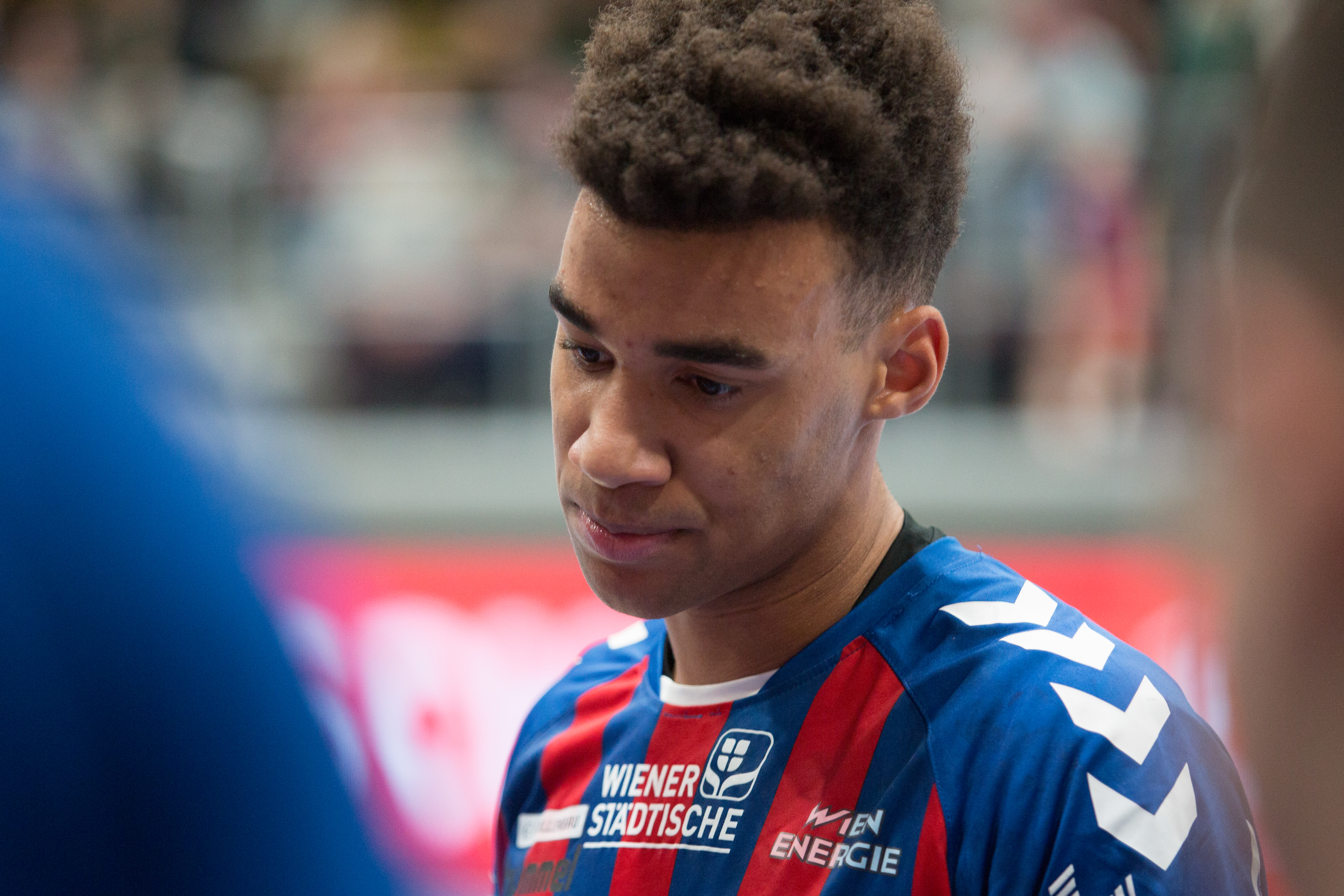
Eric Damböck (* 1999)

- d’Amboise, Jacques (1934–2021), US-amerikanischer Balletttänzer, Choreograf und Schauspieler
- D’Amboise, Louis I. († 1503), Bischof von Albi
- d’Amboise, Louis II. (1477–1511), Bischof von Autun, Bischof von Albi und Kardinal der Römischen Kirche
- Damboldt, Maik (* 1964), deutscher Tänzer, Ballettmeister und Choreograph
- Dambon, Teja (* 1971), deutscher Eishockeyspieler
- Dambrauskaitė, Asta (* 1976), litauische Juristin, Rechtswissenschaftlerin und Professorin
- Dambrauskaitė, Vilma (* 1985), litauische Fernschachspielerin
- Dambrauskas, Adas (* 2005), litauischer Sprinter
- Dambrauskas, Aleksandras (1860–1938), litauischer katholischer Theologe, Philosoph, Literaturkritiker und Dichter
- Dambrauskas, Virginijus (* 1962), litauischer Schachspieler und -funktionär
- Dambrauskienė, Genovaitė (1940–2024), litauische Arbeitsrechtlerin
- Dambrava, Vytautas Antanas (1920–2016), litauischer Diplomat und Jurist
- Dambrēvics, Fricis (1904–1962), lettischer Fußballspieler
- Dambrine, Eden, belgischer Kinderdarsteller
- Dambrink, Elles (* 2003), niederländische Volleyballspielerin
- D’Ambrosio, Alfredo (1871–1914), italienischer Komponist und Violinist
- D’Ambrosio, Danilo (* 1988), italienischer Fußballspieler
- D’Ambrosio, Domenico Umberto (* 1941), italienischer Geistlicher, emeritierter römisch-katholischer Erzbischof von Lecce
- D’Ambrosio, Enzo (1931–2019), italienischer Filmproduzent und -regisseur
- D’Ambrosio, Gaetano (* 1941), italienischer Politiker (Südtirol)
- D’Ambrosio, Jérôme (* 1985), belgischer AutomobilrennfahrerJérôme D’Ambrosio (* 1985)

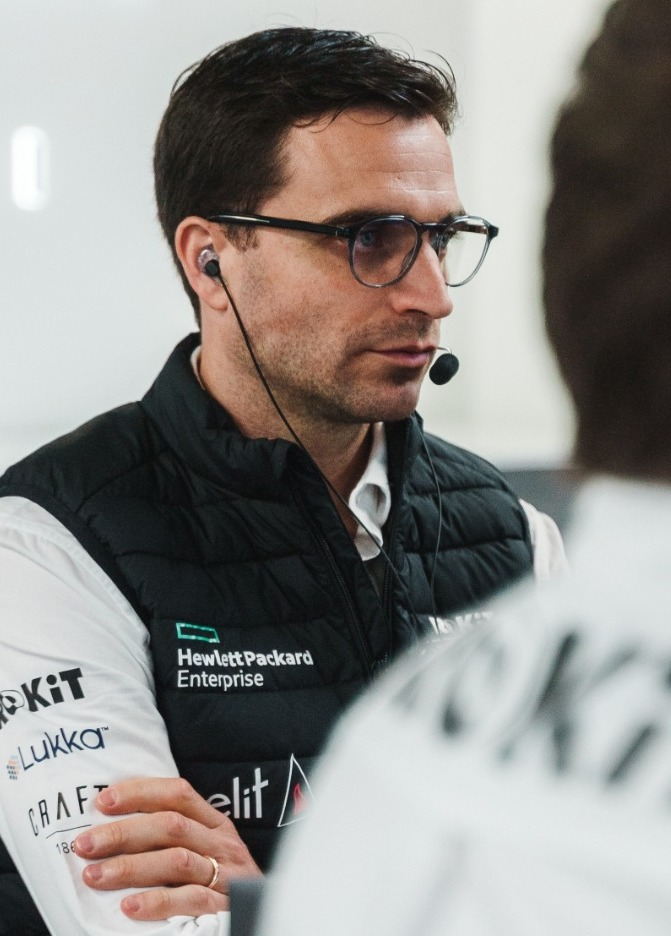
Jérôme D’Ambrosio (* 1985)

- D’Ambrosio, Marcelo, uruguayischer Kanute
- D’Ambrosio, Meredith (* 1941), US-amerikanische Musikerin (Jazzgesang, Piano), Malerin und Songwriterin
- D’Ambrósio, Ubiratàn (1932–2021), brasilianischer Mathematikhistoriker
- D’Ambrosio, Vanessa (* 1988), san-marinesische Politikerin
- Dambroth, Manfred (1935–1994), deutscher Pflanzenbauwissenschaftler
- Dambrowski, Hans von (1861–1938), deutscher Offizier, zuletzt Vizeadmiral (Ing.) der Kriegsmarine
- Dambrowski, Klaus von (* 1953), deutscher Marineoffizier, Konteradmiral der Bundeswehr
- Dambrowski, Kurt von (1869–1944), sächsischer Offizier, Flügeladjutant und enger Vertrauter des sächsischen Königs
- Dąmbska, Izydora (1904–1983), polnische Philosophin, Logikerin und Hochschullehrerin
- Dambui, Cherubim (1948–2010), papua-neuguineischer Geistlicher und Politiker, Weihbischof in Port Moresby
- Dambury, Claude (* 1971), französisch-guyanischer Fußballspieler

### Damc
- Damchö Thrinle (* 1940), 7. Nagtsang Rinpoche, Vizedirektor der Chinesischen Akademie der Tibetischen Sprache für Höhere Buddhistische Studien
- Damcke, Berthold (1812–1875), deutscher Komponist, Kapellmeister, Pianist, Dirigent, Musikpädagoge und -kritiker

### Damd
- Damdin, Erdenebalsuren (* 1967), mongolischer Jurist und Richter am Internationalen Strafgerichtshof
- Damdin, Tsendiin (1957–2018), mongolischer Judoka
- Damdindschaw, Bajandschawyn (* 1935), mongolischer Biathlet und Skilangläufer
- Damdinscharaw, Tschimedbadsaryn (* 1945), mongolischer Ringer
- Damdinsüren, Bilegiin (1919–1992), mongolischer Komponist
- Damdinsüren, Dschamtsangiin (1898–1938), mongolischer Politiker und Staatsoberhaupt
- Damdinsüren, Tsendiin (1903–1986), mongolischer Schriftsteller
- Damdiny Süchbaatar (1893–1923), mongolischer Revolutionär und Nationalheld
- Damdiny Süldbajar (* 1981), mongolischer Judoka

### Dame
- Dame (* 1990), österreichischer RapperDame (* 1990)

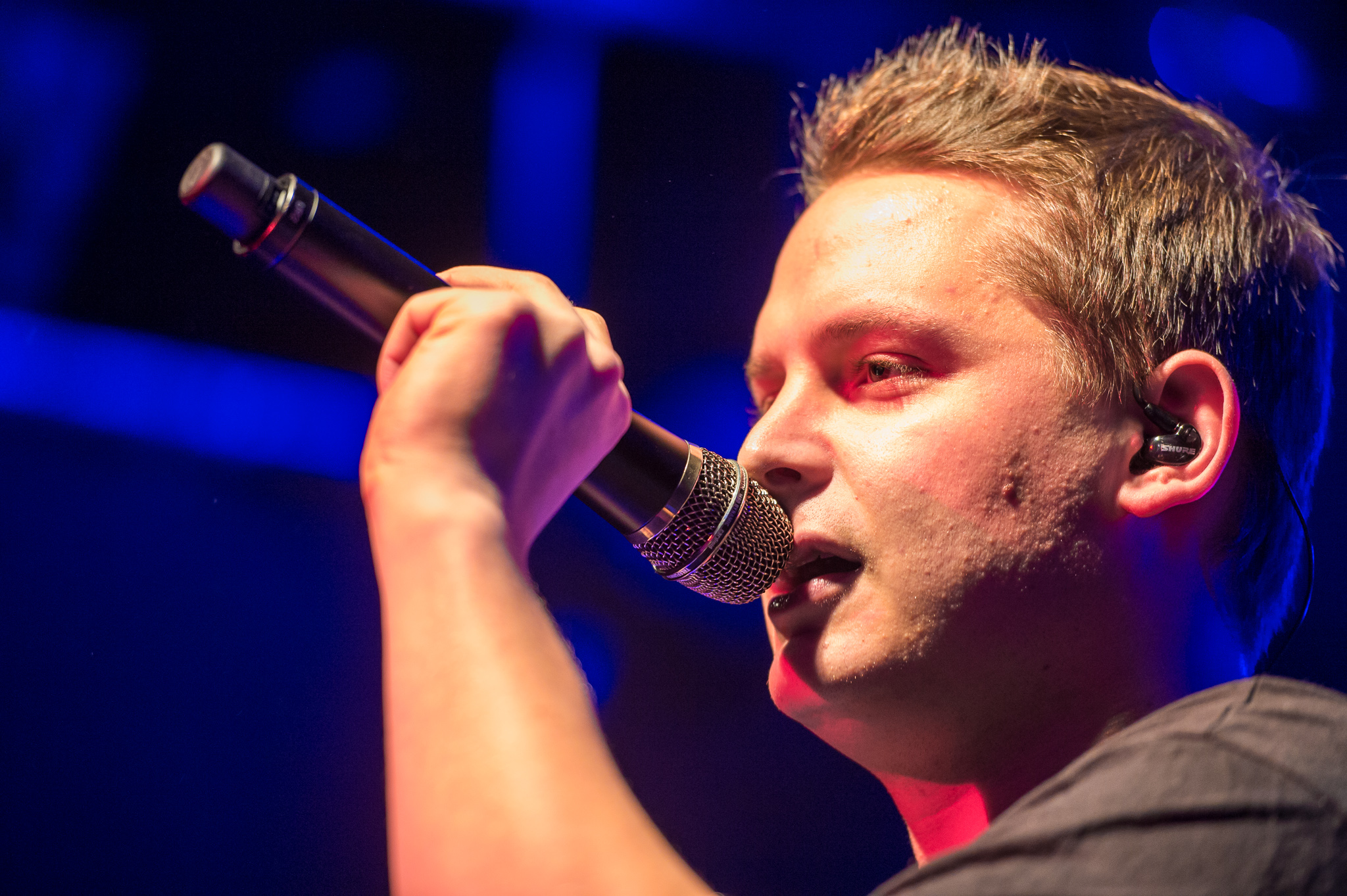
Dame (* 1990)

- Dame von Ro († 1982), griechische Patriotin
- Dame, Cai Theodor (1851–1937), preußischer Generalleutnant
- Damé, Frédéric (1849–1907), französisch-rumänischer Rumänist, Historiker, Grammatiker und Lexikograf
- Dame, Friedrich (1567–1635), evangelischer Pastor
- Dame, Leon (* 1999), deutsches Model
- Dame, Marquard von († 1418), Bürgermeister der Hansestadt Lübeck
- Dame, Wilhelm (1895–1966), deutscher Politiker (NSDAP), MdR und SA-Führer
- Dameas aus Kleitor, griechischer Bildhauer
- Dameas aus Kroton, griechischer Bildhauer
- Damek, Dagmar (* 1944), deutsche Regisseurin und Drehbuchautorin
- Dämel, Eduard (1822–1900), deutscher Entomologe, Forschungsreisender und Naturalienhändler
- Damel, Jan (1780–1840), polnischer Maler
- D’Amelia, Augusto Assettati (1903–1977), italienischer Diplomat
- D’Amelio, Charli (* 2004), US-amerikanische InfluencerinCharli D’Amelio (* 2004)

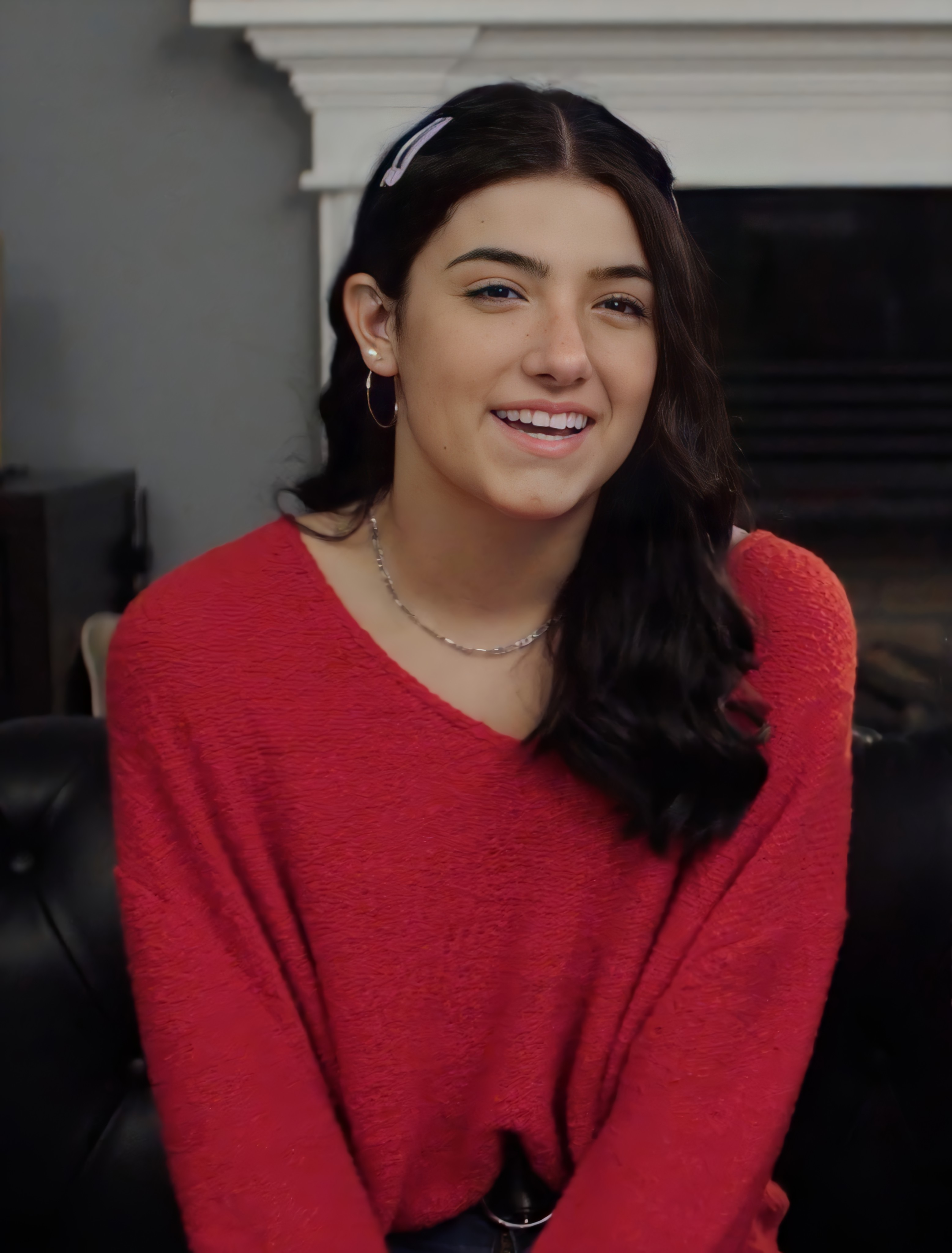
Charli D’Amelio (* 2004)

- D’Amelio, Dixie (* 2001), US-amerikanische Sängerin und Influencerin
- Damen, Georgius (1887–1954), niederländischer Radrennfahrer
- Damen, Karen (* 1974), belgische Sängerin, Schauspielerin und Moderatorin
- Damen, Louise (* 1982), britische Langstreckenläuferin
- Damen, Piet (* 1934), niederländischer Radrennfahrer
- Damer, Anne Seymour (1748–1828), britische Bildhauerin
- Damer, Joseph, 1. Earl of Dorchester (1718–1798), britischer Adliger und Politiker
- Damer, Leon (* 2000), deutscher Fußballspieler
- Damerau, Burghard (1961–2002), deutscher Literaturwissenschaftler und Germanist
- Damerau, Helmut (1906–2000), deutscher Publizist und Verleger
- Damerau, Okka von der, deutsche Opern-, Konzert- und Liedsängerin (Mezzosopran)
- Damerau, Otto (1877–1961), deutscher Postinspektor, Bodendenkmalpfleger und Kurator des Heimatmuseums Hoyerswerda
- Damerdash, Sara El (* 1988), deutsche Moderatorin und Journalistin
- Dameris, Franz (1902–1991), deutscher Philosoph und Maler
- Dameris, Toni (* 1909), deutscher Schauspieler bei Bühne und Fernsehen
- Damerius, Helmut (1905–1985), deutscher Kommunist
- Damerius, Hildegard (1910–2006), deutsche Juristin und Politikerin (SED), Abgeordnete der Volkskammer der DDR
- Damerius-Koenen, Emmy (1903–1987), deutsche Politikerin (KPD, SED), MdV, Journalistin, Mitbegründerin des DFD
- Damerment, Madeleine (1917–1944), französische Widerstandskämpferin
- Dameron, Charles (1914–2002), US-amerikanischer Jurist, Offizier der U.S. Army
- Dameron, Émile Charles (1848–1908), französischer Landschaftsmaler
- Dameron, Tadd (1917–1965), US-amerikanischer Jazzmusiker
- Damerow, Astrid (* 1958), deutsche Politikerin (CDU), MdL
- Damerow, Erich (1886–1972), deutscher Politiker und Funktionär (DDP, LDPD), MdV und Minister in Sachsen-Anhalt
- Damerow, Erwin (1906–1978), deutscher Bildhauer
- Damerow, Heinrich Philipp August (1798–1866), deutscher Mediziner und Psychiater
- Damerow, Peter (1939–2011), deutscher Wissenschaftshistoriker
- Dames, Claire (* 1981), US-amerikanische PornodarstellerinClaire Dames (* 1981)

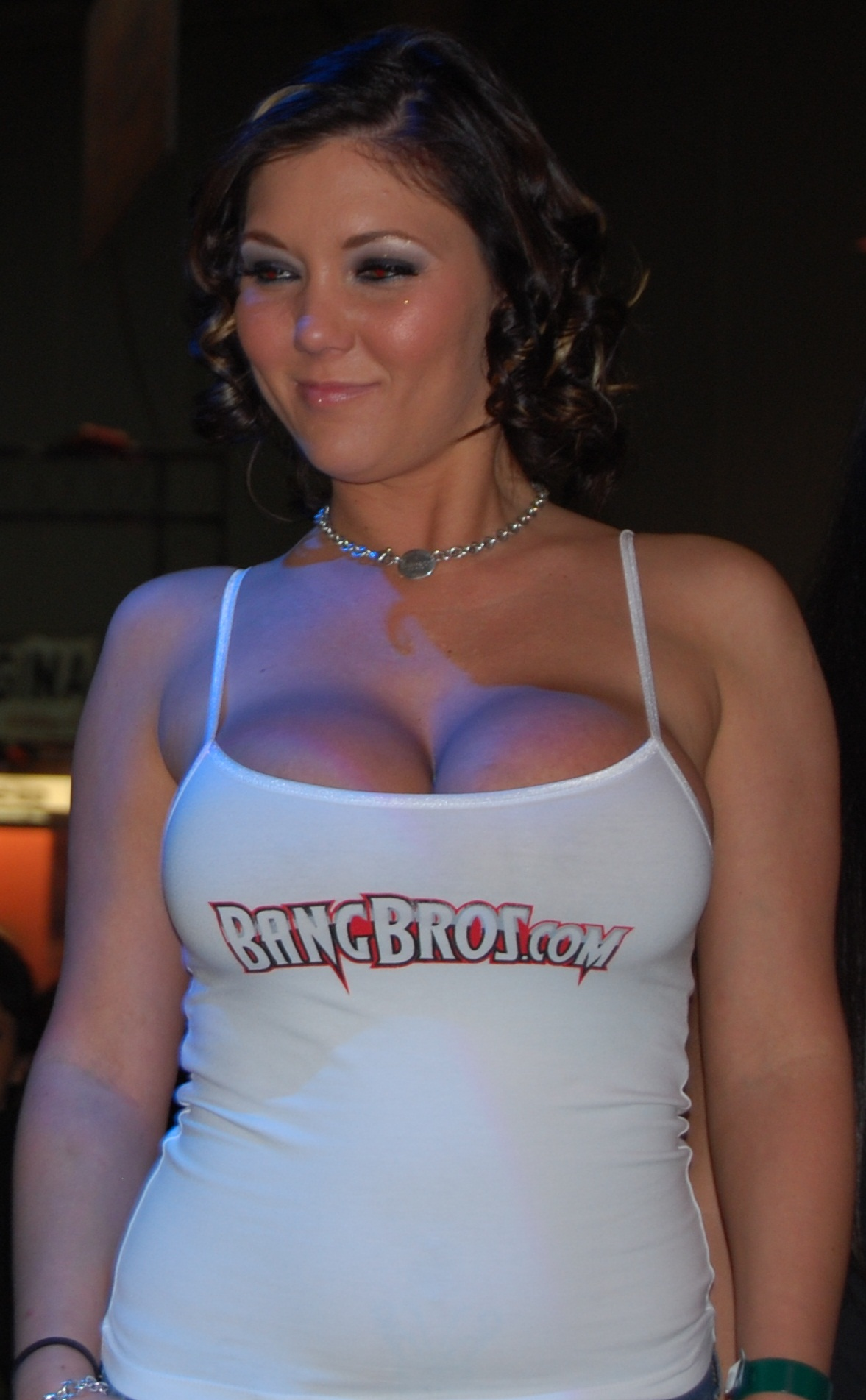
Claire Dames (* 1981)

- Dames, José (1907–1994), argentinischer Bandoneonist, Bandleader und Tangokomponist
- Dames, Michael (* 1938), britischer Geograph und Archäologe (Archäologie Britanniens)
- Dames, Rory (* 1973), US-amerikanischer Fußballtrainer
- Dames, Wilhelm (1843–1898), deutscher Paläontologe, Geologe und Hochschullehrer
- Dameshek, William (1900–1969), US-amerikanischer Hämatologe
- Dametz, Josef (1868–1927), österreichischer Gewerkschafter und Politiker (SDAP), Landtagsabgeordneter, Bürgermeister von Linz

### Damg
- Damgaard, Albrecht (* 1955), grönländischer Musiker und Sportler
- Damgaard, Allan (* 1986), dänischer Handballspieler
- Damgaard, Daniel (* 1981), dänischer Badmintonspieler
- Damgaard, Erik (1943–2013), dänischer Politikwissenschaftler und Hochschullehrer an der Universität Aarhus
- Damgaard, Jacob (* 1985), dänischer Badmintonspieler
- Damgaard, Jesper (* 1975), dänischer Eishockeyspieler
- Damgaard, Michael (* 1990), dänischer HandballspielerMichael Damgaard (* 1990)
- Damgaard, Thomas (* 1971), dänischer Boxer

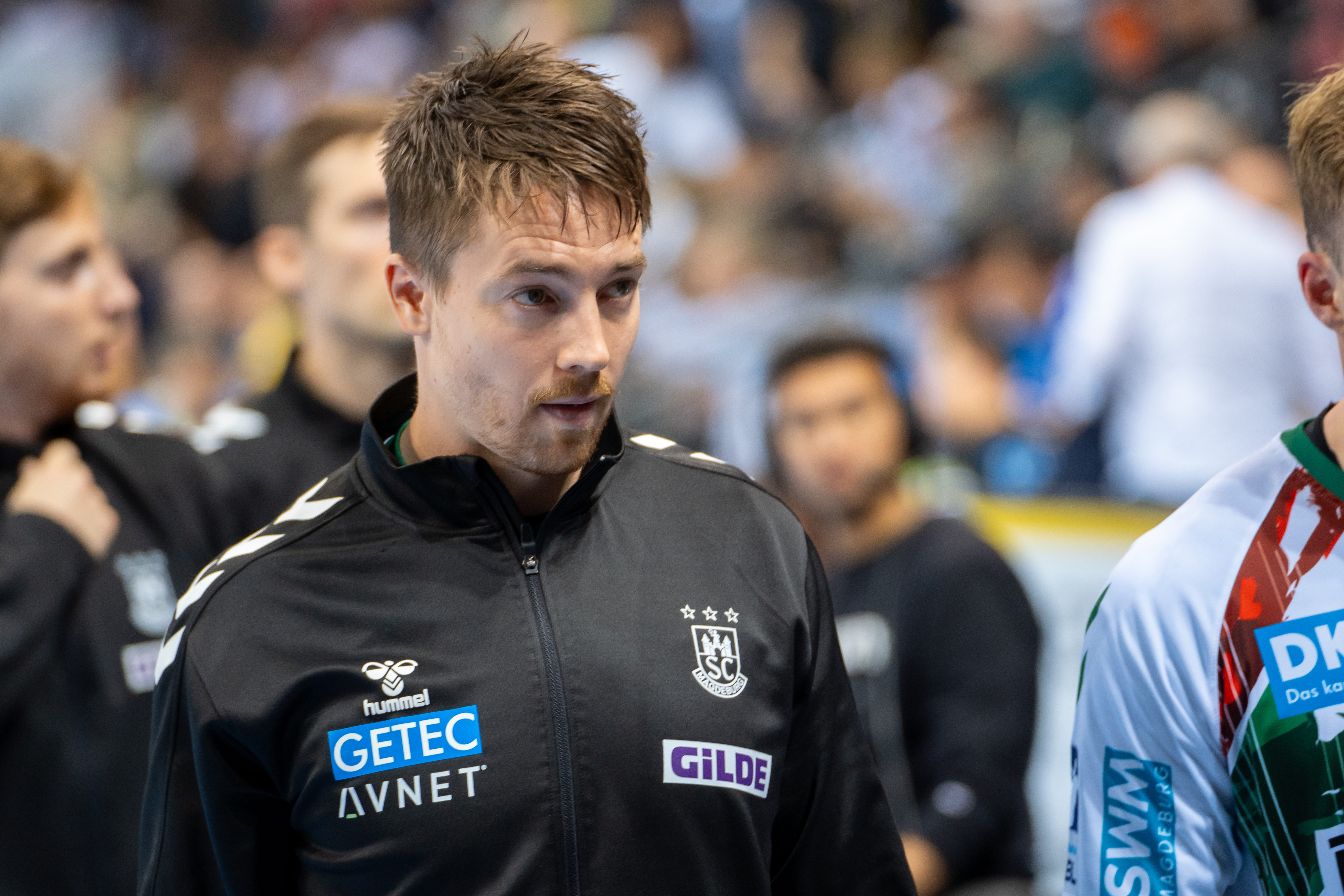
Michael Damgaard (* 1990)

- Damgaard, Thomas (* 1974), dänischer Badmintonspieler
- Dämgen, Michael (* 1961), deutscher Fußballspieler
- Damghani, Marco (* 1992), deutsch-iranischer Autor, Regisseur, Aktivist
- Damgow, Wladimir (1947–2006), bulgarischer Physiker, Mathematiker und Parlamentarier

### Dami
- Dami, Elisabetta (* 1958), italienische Kinderbuchautorin
- Dami, Rinaldo (1923–1979), italienischer Comiczeichner
- Damia (1889–1978), französische Sängerin und expressionistische Schauspielerin
- Damia, Tonio (* 1950), italienischer Filmschaffender
- Damian († 303), Heiliger; Syrischer Märtyrer, Zwillingsbruder des Heiligen Cosmas
- Damian (* 1955), ägyptischer Geistlicher, Generalbischof der Koptisch-Orthodoxen Kirche in Deutschland und MedizinerDamian (* 1955)

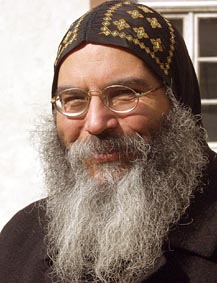
Damian (* 1955)

- Damián Huamaní, Máximo (1936–2015), peruanischer Violinist, Komponist und Sammler traditioneller Lieder
- Damian Hugo von Helmstatt (1719–1782), Reichsritter
- Damian, Cornel (* 1960), rumänischer Weihbischof
- Damian, Cristina (* 1977), rumänische Opernsängerin (Mezzosopran)
- Damian, David (* 2006), rumänischer Leichtathlet
- Damian, Erwin (1912–2004), deutscher Pädagoge und Schriftsteller
- Damian, France-Elena (* 1977), deutsche Theaterregisseurin
- Damian, Georgeta (* 1976), rumänische Ruderin
- Damian, Horia (1922–2012), rumänisch-französischer Maler und Bildhauer
- Damian, Jakob (1682–1763), österreichischer Leinwandhändler
- Damian, Leopold (1895–1971), deutscher Politiker (NSDAP), MdR und SA-Führer
- Damian, Martin (* 1973), tschechischer Ikonenmaler
- Damian, Michael (* 1962), US-amerikanischer Schauspieler, Sänger und Produzent sowie Regisseur
- Damian, Mihai (* 1990), rumänischer Skispringer
- Damian, Oswald (1889–1978), protestantischer Theologe, religiös-sozialistischer Pfarrer
- Damian, Ralf (* 1962), deutscher Handballschiedsrichter
- Damian, Thomas (* 1984), italienischer Naturbahnrodler
- Damiani Almeyda, Giuseppe (1834–1911), italienischer Architekt
- Damiani, Amasi (* 1927), italienischer Filmregisseur, Drehbuchautor und Theaterregisseur
- Damiani, Damiano (1922–2013), italienischer Filmregisseur
- Damiani, Donatella (* 1958), italienische Schauspielerin
- Damiani, Francesco (* 1958), italienischer Boxer
- Damiani, Giovanni (* 1966), italienischer Komponist, Pianist und Musikwissenschaftler
- Damiani, José Luis (* 1956), uruguayischer Tennisspieler
- Damiani, Juan Pedro (* 1958), uruguayischer Fußballfunktionär und Rechtsanwalt
- Damiani, Luca (* 1984), italienischer Radrennfahrer
- Damiani, Luciano (1923–2007), italienischer Bühnenbildner
- Damiani, Paolo (* 1952), italienischer Jazz-Bassist und Bigband-Leader
- Damiani, Patrick (* 1977), luxemburgischer Musikproduzent und Musiker
- Damianidis, Giotis (* 1981), griechischer Jazz- und Improvisationsmusiker (Gitarre, Komposition)
- Damianitsch, Martin (1807–1899), österreichischer Militärjurist
- Damiano de Odemira, Schachmeister und -autor
- Damiano, Alessandro (* 1960), italienischer römisch-katholischer Geistlicher, Erzbischof von Agrigent
- Damiano, Angelo (* 1938), italienischer Radrennfahrer
- Damiano, Celestine Joseph (1911–1967), US-amerikanischer Geistlicher der römisch-katholischen Kirche
- Damiano, Cesare (* 1948), italienischer Politiker der Partito Democratico
- Damiano, Daniele (* 1961), italienischer Fagottist
- Damiano, Gerard (1928–2008), US-amerikanischer Filmregisseur
- Damiano, Pietro († 1496), italienischer Geistlicher
- Damianos I. (1848–1931), griechisch-orthodoxer Patriarch von Jerusalem und Ganz Palästina
- Damianos, Constantin (1869–1953), österreichischer Maler und Radierer
- Damianova, Nansy (* 1991), kanadische Turnerin
- Damianus, Bischof von Rochester
- Damião, Cosme (1885–1947), portugiesischer Fußballspieler
- Damião, Leandro (* 1989), brasilianischer Fußballspieler
- Damiba, Paul-Henri Sandaogo (* 1981), burkinischer MilitäroffizierPaul-Henri Sandaogo Damiba (* 1981)

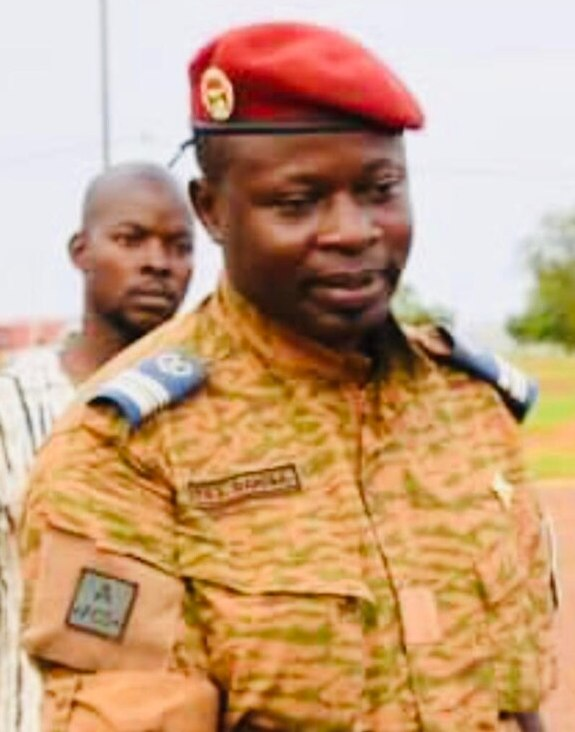
Paul-Henri Sandaogo Damiba (* 1981)

- D’Amico, Brenna (* 2000), US-amerikanische Schauspielerin und Sängerin
- D’Amico, Chiara (* 2001), deutsche Sängerin
- D’Amico, Dargen (* 1980), italienischer Rapper und Musikproduzent
- D’Amico, Father John (1939–2013), US-amerikanischer Jazzpianist und Komponist
- D’Amico, Hank (1915–1965), US-amerikanischer Jazz-Klarinettist
- D’Amico, John († 2023), US-amerikanischer Mobster der Gambino-Familie
- D’Amico, John (1937–2005), kanadischer Eishockey-Linienrichter und Supervisor
- Damico, Kellen (* 1989), US-amerikanischer Tennisspieler
- D’Amico, Luigi Filippo (1924–2007), italienischer Drehbuchautor und Filmregisseur
- D’Amico, Vincenzo (1954–2023), italienischer Fußballspieler
- D’Amico, William (1910–1984), US-amerikanischer Bobfahrer
- Damięcki, Mateusz (* 1981), polnischer Filmschauspieler
- Damiens, Augustin (1886–1946), französischer Chemiker
- Damiens, François (* 1973), belgischer Schauspieler und Komiker
- Damiens, Robert François (1715–1757), französischer AttentäterRobert François Damiens (1715–1757)

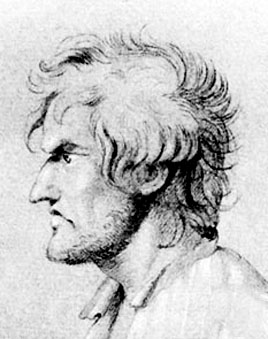
Robert François Damiens (1715–1757)

- Damigella, Toni (* 1966), US-amerikanische Rennrodlerin
- D’Amigo, Jerry (* 1991), US-amerikanischer Eishockeyspieler
- Damilano, Maurizio (* 1957), italienischer Geher und Olympiasieger
- Damilaville, Étienne Noël (1723–1768), französischer Buchdrucker und Enzyklopädist
- Damilia, Melissa (* 1995), deutsche Reality-TV-Teilnehmerin
- Damink, Marissa (* 1995), niederländische Leichtathletin
- Damiq-ilīšu, letzter König der 1. Dynastie von Isin
- Damiq-ilišu, Herrscher der ersten Meerland-Dynastie
- Damir-Geilsdorf, Sabine, deutsche Islamwissenschaftlerin und Hochschullehrerin
- Damiri, Adam (* 1949), indonesischer Offizier
- Damiri, Muhammad ibn Musa al- (1341–1405), arabischer Naturhistoriker und Rechtsgelehrter
- Damirón, Casandra (1919–1983), dominikanische Sängerin
- Damis, messenischer König aus dem Geschlecht der Aipytiden
- Damisch, Gunter (1958–2016), österreichischer Maler und Plastiker
- Damisch, Heinrich (1872–1961), österreichischer Musikschriftsteller
- Damisch, Hubert (1928–2017), französischer Philosoph
- Damit von Brunei (1924–1979), Königin von Brunei
- Damita Jo (1930–1998), US-amerikanische Sängerin
- Damita, Lili (1904–1994), französisch-US-amerikanische Filmschauspielerin mit Ausflügen zum österreichischen und deutschen StummfilmLili Damita (1904–1994)

Lili Damita (1904–1994)

- Damitio, Georges (1924–1994), französischer Hoch- und Weitspringer
- Dämitow, Qadyrschan (* 1959), kasachischer Ökonom
- Damitz, Claus-Peter (* 1960), deutscher Schauspieler und Synchronsprecher
- Damitz, Emma von (1844–1921), deutsche Schriftstellerin

### Damj
- Damjakob, Paul (* 1939), niederländischer Organist
- Damjan, Anže (* 1987), slowenischer Skispringer
- Damjan, Jernej (* 1983), slowenischer Skispringer
- Damjan, Mischa (1914–1998), jugoslawisch-schweizerischer Kinderbuchautor
- Damjanich, János (1804–1849), ungarischer General im Revolutionskrieg 1848/49
- Damjanoff, Georg (* 1945), deutscher Fußballspieler
- Damjanović, Dario (* 1981), bosnischer Fußballspieler
- Damjanović, Darko (* 1977), serbisch-schweizerischer Fussballspieler
- Damjanović, Dejan (* 1981), montenegrinischer FußballspielerDejan Damjanović (* 1981)

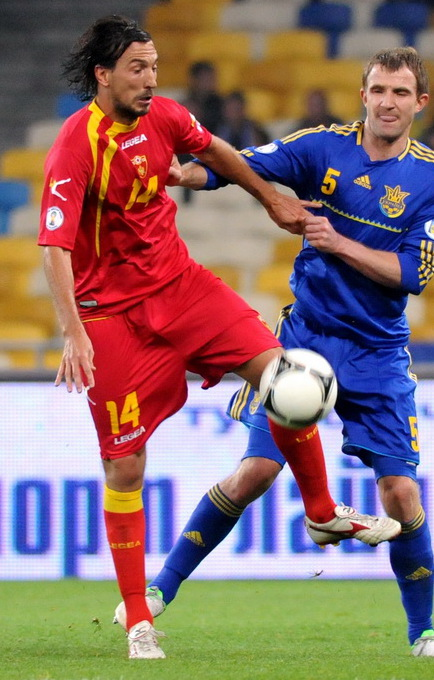
Dejan Damjanović (* 1981)

- Damjanović, Jovan (* 1982), serbischer Fußballspieler
- Damjanović, Mato (1927–2011), jugoslawischer Schachspieler
- Damjanović, Milan (1943–2006), jugoslawischer Fußballspieler
- Damjanović, Mirko (* 1980), deutscher Basketballspieler
- Damjanović, Sanja (* 1972), montenegrinische Physikerin
- Damjanović, Sreten (* 1946), jugoslawischer Ringer
- Damjanovski, Darko (* 1981), nordmazedonischer Biathlet und Skilangläufer
- Damjanow, Fedja (* 1950), bulgarischer Kanute
- Damjanow, Georgi (1892–1958), bulgarischer Politiker und Staatsoberhaupt (1950–1958)

### Damk
- Damke, Bernd (1939–2022), deutscher Grafiker und Maler
- Damkjær Kruse, Line (* 1988), dänische Badmintonspielerin
- Damköhler, Gerhard (1908–1944), deutscher Chemiker
- Damková, Dagmar (* 1974), tschechische Fußballschiedsrichterin
- Damkowski, Marta (1911–1982), deutsche Politikerin (ISK, SPD), MdHB und Widerstandskämpferin gegen den Nationalsozialismus
- Damkowski, Wulf (* 1941), deutscher Politiker (SPD) und Hamburger Hochschullehrer

### Daml
- Damlaimcourt, Marina (* 1979), spanische Triathletin
- Damle, Vishnupant Govind (1892–1945), indischer Szenenbildner, Kameramann, Filmregisseur und Toningenieur des marathischen Films
- Damler, Daniel (* 1975), deutscher Rechtswissenschaftler
- Damli, Tone (* 1988), norwegische SängerinTone Damli (* 1988)

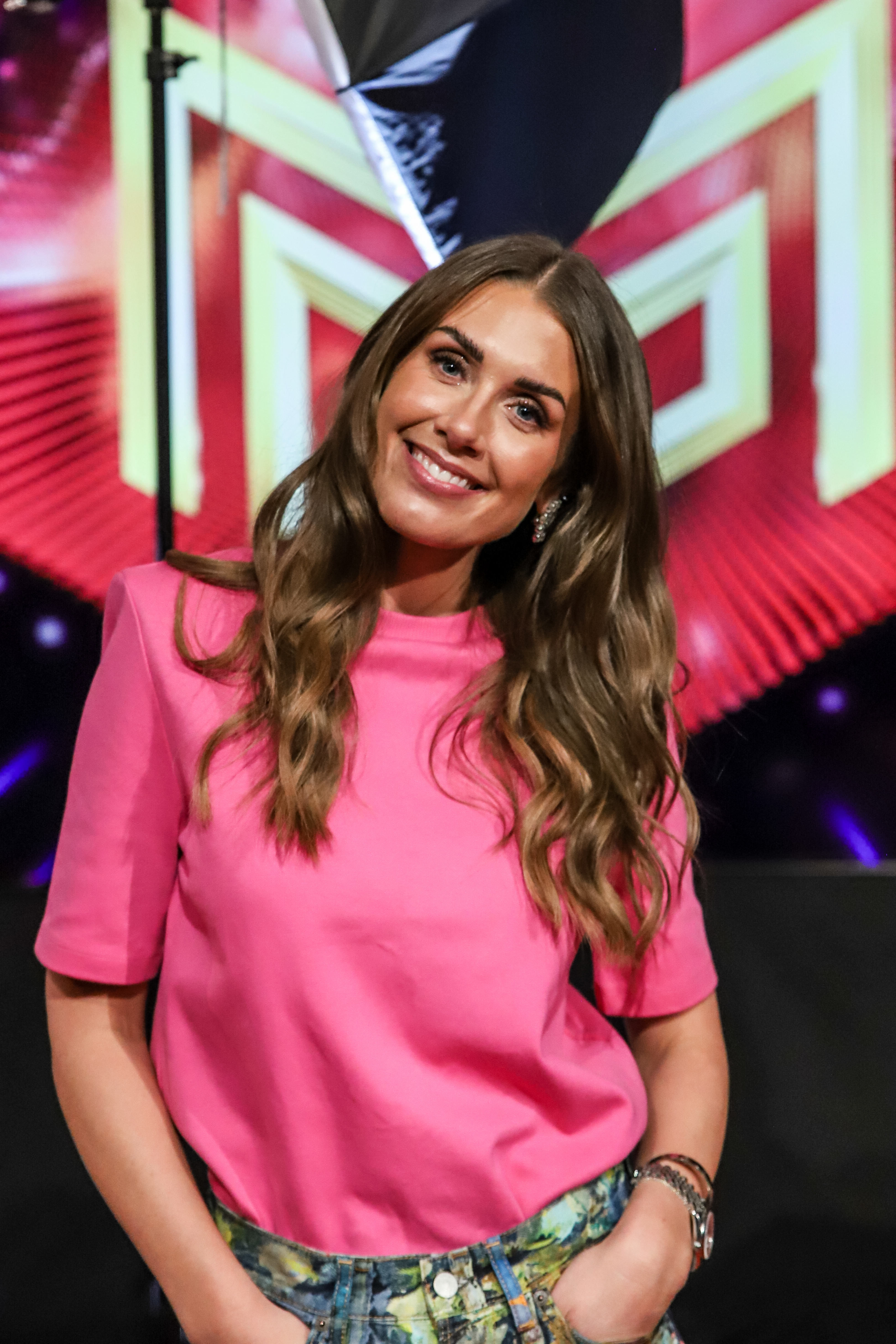
Tone Damli (* 1988)

- Damljanović, Branko (* 1961), serbischer Schachmeister

### Damm
- Damm, Anna Maria (* 1996), deutsches Model, Youtuber und Influencer philippinischer Herkunft
- Damm, Antje (* 1965), deutsche Autorin und Illustratorin
- Damm, Anton (1874–1962), deutscher Politiker (Zentrum), MdR
- Damm, Arvid (1869–1927), schwedischer Kryptologe, Ingenieur und Erfinder
- Damm, Bernhard (1930–2012), deutscher Geologe und Hochschullehrer
- Damm, Carl (1812–1886), katholischer Priester, Politiker und Teilnehmer an der Revolution 1848/49
- Damm, Carl (1857–1926), Landtagsabgeordneter Volksstaat Hessen
- Damm, Carl (1927–1993), deutscher Politiker (CDU), MdHB, MdB
- Damm, Carlhanns (1936–2017), deutscher Manager und Unternehmer
- Damm, Christian Tobias (1699–1778), deutscher Klassischer Philologe und Schuldirektor
- Damm, Conrad (1795–1855), deutscher Schultheiß und Mitglied der Kurhessischen Ständeversammlung
- Damm, Daniel (* 1981), deutscher Fußballspieler
- Damm, Eugen (1936–2017), deutscher Schauspieler und Pfälzer Mundartdichter
- Damm, Felix (* 1937), österreichischer Radrennfahrer
- Damm, Hannes (* 1991), deutscher Politiker (Bündnis 90/Die Grünen)
- Damm, Hasso (1928–2020), deutscher Kinder- und Jugendbuchautor
- Damm, Helene von (* 1938), amerikanische Politikerin, Botschafterin der Vereinigten StaatenHelene von Damm (* 1938)

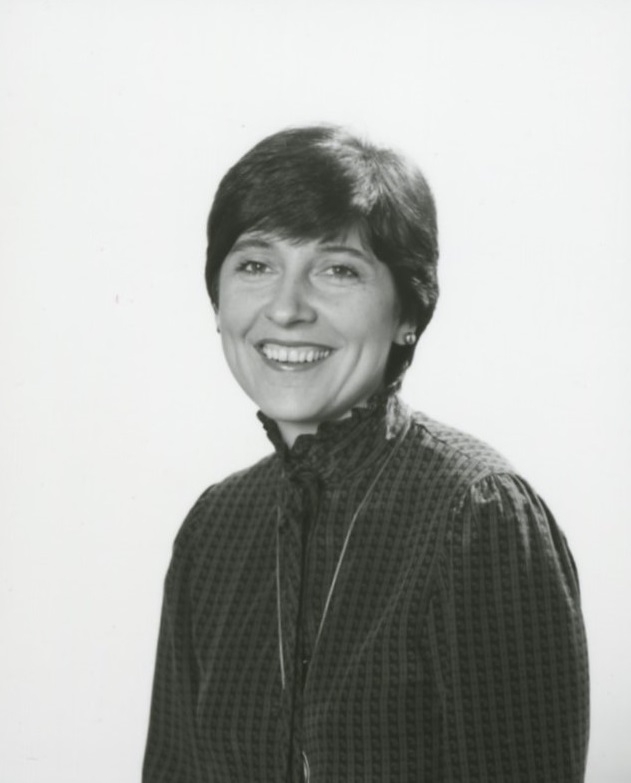
Helene von Damm (* 1938)

- Damm, Johann Georg Ferdinand von (1717–1797), preußischer Generalmajor, Kommandant von Stettin sowie Amtshauptmann von Tangermünde
- Damm, Johann Otto (1765–1837), Direktor der kursächsischen Ingenieurakademie in Dresden, später königlich preußischer Generalmajor, zuletzt bei der 3. Ingenieurinspektion
- Damm, Jürgen (* 1992), mexikanisch-deutscher Fußballspieler
- Damm, Kurd von (1862–1915), deutscher Rechtsanwalt, Politiker, MdR und Unternehmer
- Damm, Ludwig (1880–1958), deutscher Architekt und Baubeamter, Magistratsoberbaurat bei der Stadt Hannover
- Damm, Marcus (* 1974), deutscher Psychologe, Ratgeberautor
- Damm, Martin (* 1968), deutscher Hardcore-Techno-Produzent
- Damm, Martin (* 1972), tschechischer Tennisspieler
- Damm, Martin (* 2003), US-amerikanischer Tennisspieler
- Damm, Matthias (* 1954), deutscher Politiker (CDU) und seit 2015 Landrat des Landkreises Mittelsachsen
- Damm, Maximilian (* 1989), deutscher Filmregisseur, Produzent, Autor und Journalist
- Damm, Miriam (* 1983), deutsche Lichtdesignerin
- Damm, Otto (1926–1996), deutscher Pressezeichner und Karikaturist
- Damm, Peter (* 1937), deutscher Hornist
- Damm, Petra (* 1961), deutsche Fußballspielerin
- Damm, Rasmus (* 1988), dänischer Bahnradfahrer
- Damm, Reinhard (* 1943), deutscher Rechtswissenschaftler
- Damm, Renate (1935–2025), deutsche Juristin
- Damm, Renate (1947–2012), deutsche Radrennfahrerin (DDR)
- Damm, Sebastian (* 1995), deutscher Handballspieler
- Damm, Siegfried (* 1958), deutscher Gewerkschafter
- Damm, Sigrid (* 1940), deutsche Schriftstellerin, Herausgeberin und DozentinSigrid Damm (* 1940)

Sigrid Damm (* 1940)

- Damm, Silvana (* 1994), deutsche Schauspielerin
- Damm, Thaddäus (1775–1826), Beamter während der Habsburgermonarchie
- Damm, Tobias (* 1983), deutscher Fußballspieler
- Damm, Ulrike (* 1957), deutsche Autorin und Künstlerin
- Damm, Ursula (* 1960), deutsche Bildhauerin und Professorin
- Damm, Walter (1904–1981), deutscher Politiker (SPD), MdL, Landesminister in Schleswig-Holstein
- Damm, Werner (1951–2021), deutscher Radiomoderator und Sportreporter
- Damm, Wilhelm Gustav (1881–1949), Schweizer Komponist und Dirigent
- Damm, Willi (1930–2012), deutscher Geheimdienstler, Leiter der Abteilung X des Ministeriums für Staatssicherheit
- Damm-Fiedler, Jutta (* 1937), deutsche Plakatkünstlerin und Grafik-Designerin
- Damm-Ruczynski, Susanne (1955–2022), deutsche Künstlerin
- Damm-Rüger, Sigrid (1939–1995), deutsche Aktivistin und Feministin sowie Autorin im Bereich Berufsbildungsforschung
- Damman, James (1933–2011), US-amerikanischer Politiker
- Damman, Liz (* 1953), kanadische Hürdenläuferin und Sprinterin
- Damman, Sebastiaan (1578–1640), niederländischer evangelisch-reformierter Geistlicher

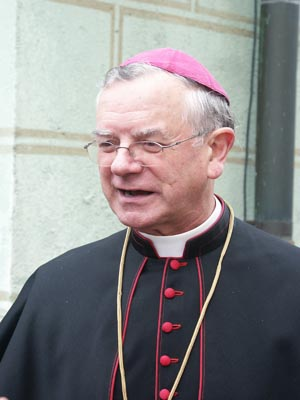
Viktor Josef Dammertz (1929–2020)

- Dammann, Adolf (* 1939), deutscher Politiker (NPD)
- Dammann, Angelika (* 1959), deutsche Managerin, CEO der Firma DIC – Dammann International Consulting & Coaching
- Dammann, Anna (1912–1993), deutsche Schauspielerin
- Dammann, Arnold (* 1948), deutscher Schauspieler
- Dammann, Bruno (1869–1934), deutscher Jurist und Ministerialbeamter
- Dammann, Carl (1819–1874), deutscher Fotograf und Herausgeber
- Dammann, Clemens (1885–1965), deutscher Politiker (CDU), MdL
- Dammann, Dirk (* 1967), deutscher Fußballspieler
- Dammann, Édouard, französischer Ruderer
- Dammann, Erik (1931–2025), norwegischer Gesellschaftskritiker und Autor
- Dammann, Ernst (1904–2003), deutscher Afrikanist und Religionshistoriker
- Dammann, Frank (1957–2017), deutscher Handballspieler
- Dammann, Gerhard (1883–1946), deutscher SchauspielerGerhard Dammann (1883–1946)

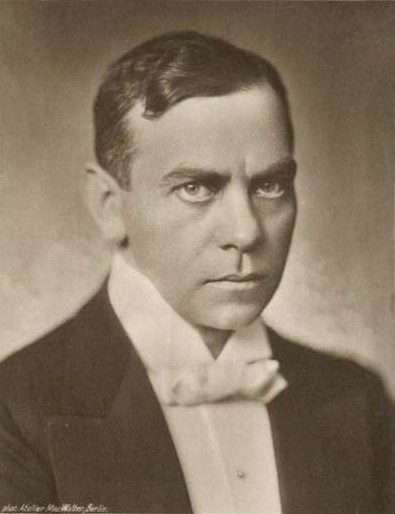
Gerhard Dammann (1883–1946)

- Dammann, Gerhard (1963–2020), Schweizer Psychiater, Psychologe und Psychoanalytiker
- Dammann, Günter (1941–2021), deutscher Germanist
- Dammann, Günther (1910–1942), deutscher jüdischer Zauberkünstler und Fachbuchautor
- Dammann, Gustav (1873–1941), deutscher Generalleutnant
- Dammann, Hans (1867–1942), deutscher Bildhauer
- Dammann, Heinrich (1924–2013), deutscher Unternehmer und Kommunalpolitiker
- Dammann, Jakob (1534–1591), deutscher lutherischer Geistlicher, Reformator der Grafschaft Schaumburg
- Dammann, Jens Christian (* 1973), deutscher Jurist
- Dammann, Joseph (* 1977), US-amerikanischer Schauspieler
- Dammann, Julius (1840–1908), deutscher Geistlicher und Schriftsteller
- Dammann, Karl (1839–1914), deutscher Tierarzt, Hochschullehrer und Fachautor
- Dammann, Klaus (* 1972), deutscher Volleyballspieler
- Dammann, Maren (* 1983), deutsche Autorin und Wissenschaftlerin
- Dammann, Marion (* 1960), deutsche Kommunalpolitikerin, Landrätin des Landkreises Lörrach
- Dammann, Martin (* 1965), deutscher Maler, Foto- und Videokünstler sowie Buchautor
- Dammann, Oswald (1893–1978), deutscher Bibliothekar
- Dammann, Paul (1860–1912), deutscher Marine-Generalarzt der Kaiserlichen Marine
- Dammann, Peter (1944–2009), deutscher Fußballspieler
- Dammann, Reinhard H. (* 1965), Molekularbiologe und Professor für Genetik an der Justus-Liebig-Universität Gießen
- Dammann, Richard (1890–1939), deutscher Bankier und Kunstsammler insbesondere von Werken Wilhelm Buschs
- Dammann, Rolf (1924–2014), deutscher Baptistenpastor, Generalsekretär des Bundes Evangelisch-Freikirchlicher Gemeinden in der DDR
- Dammann, Rolf (1929–2012), deutscher Musikwissenschaftler
- Dammann, Rüdiger (* 1959), deutscher Lektor, Literaturagent, Redakteur und Publizist
- Dammann, Ulrich (* 1943), deutscher Jurist und Datenschutzexperte
- Dammann, Walter Heinrich (1883–1926), deutscher Kunsthistoriker und Museumsleiter
- Dammann, Wilhelm Heinrich (* 1889), deutscher Schriftsteller
- Dammann-Tamke, Helmut (* 1961), deutscher Politiker (CDU), MdL
- Dammartin, Guy de († 1398), französischer Architekt und Bildhauer
- Dammas, Johann Friedrich (1772–1850), deutscher Kantor, Musik- und Gesangslehrer
- Dammas, Karl Hellmuth (1816–1885), deutscher Komponist und Dichter
- Dammasch, Ralf (* 1966), deutscher Landschaftsgärtner und Fernsehdarsteller
- D’Ammassa, Don (* 1946), amerikanischer Science-Fiction-Autor und Lexikograf
- Dammbeck, Lutz (* 1948), deutscher Maler, Grafiker und Filmemacher
- Damme, Dirk van (1934–1997), belgischer Patristiker
- Damme, Ellen ten (* 1967), niederländische Schauspielerin und SängerinEllen ten Damme (* 1967)

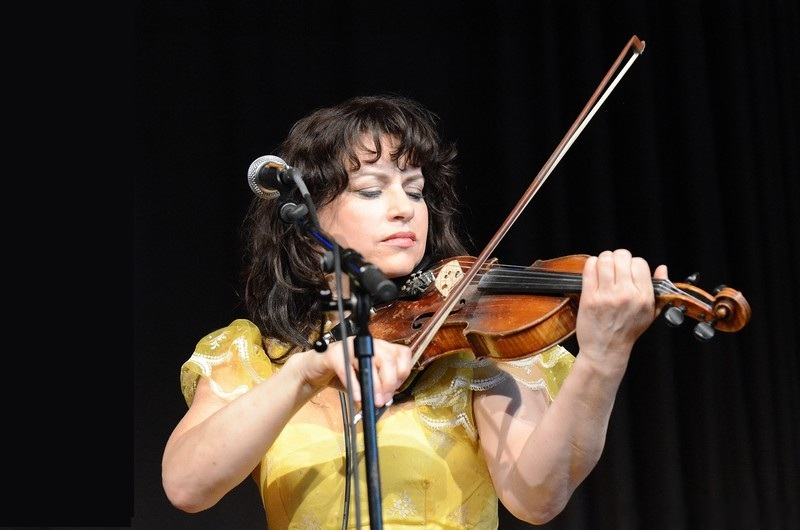
Ellen ten Damme (* 1967)

- Damme, Felix (1854–1928), deutscher Jurist
- Damme, Henri (* 1936), luxemburgischer Fußballspieler
- Damme, Johannes van (1935–1994), niederländischer Geschäftsmann, wegen Drogenhandels zum Tode verurteilt
- Damme, Jörg (* 1959), deutscher Sportschütze
- Damme, Jutta (1929–2002), deutsche Malerin und Grafikerin
- Dammeier, Detlev (* 1968), deutscher Fußballspieler
- Dammeier, Rudolf (1851–1936), deutscher Genre- und Porträtmaler sowie Radierer
- Dammel, Antje (* 1976), deutsche Sprachwissenschaftlerin
- Dammer, Bruno (1876–1957), deutscher Geologe
- Dammer, Hartmut (1949–2019), deutscher Politiker (SPD)
- Dämmer, Heinz-Werner (* 1947), deutscher Ur- und Frühgeschichtler
- Dammer, Joachim (1914–1986), deutscher Maler und Graphiker
- Dammer, Karl (1894–1977), deutscher Dirigent
- Dammer, Karl-Heinz (* 1959), deutscher Pädagoge
- Dammer, Otto (1839–1916), deutscher Chemiker, Journalist und Politiker
- Dammer, Simona (* 2002), deutsche Volleyballspielerin
- Dammer, Udo (1860–1920), deutscher Botaniker
- Dammerer, Silke (* 1981), österreichische Politikerin (ÖVP) und Bäuerin
- Dammermann, Christoph (* 1967), deutscher Ministerialbeamter und Politiker (FDP)
- Dammermann, Fabian (* 1997), deutscher Leichtathlet
- Dammers, Carl Otto (1811–1860), deutscher Jurist und Politiker
- Dammers, Elly (1921–2009), niederländische Speerwerferin
- Dammers, Friedrich (1818–1887), deutscher Generalmajor im Königreich Hannover
- Dammers, Jerry (* 1955), britischer Musiker und SongwriterJerry Dammers (* 1955)

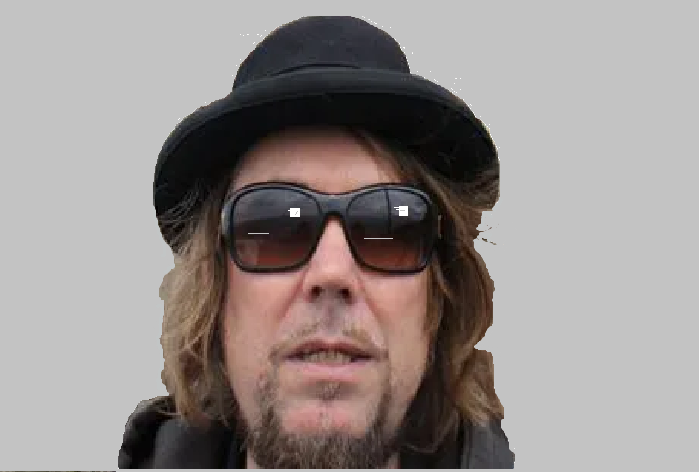
Jerry Dammers (* 1955)

- Dammers, Richard (1762–1844), Priester, Jurist und Bischof von Paderborn
- Dammert Bellido, José (1917–2008), peruanischer Theologe und Bischof von Cajamarca
- Dammert, Anton Heinrich (1765–1829), deutscher Wasserbauingenieur und königlich hannoverscher Baubeamter
- Dammert, Johann Ludwig (1788–1855), deutscher Jurist und Hamburger Bürgermeister (1843–1855)
- Dammert, Richard Adolph (1768–1836), deutscher Wasserbaudirektor
- Dammert, Rudolf (1879–1946), deutscher Verleger, Journalist und Dramatiker und Verfasser historischer Romane
- Dammert, Udo (1904–2003), deutscher klassischer Pianist und Kunstsammler
- Dammertz, Viktor Josef (1929–2020), deutscher Geistlicher, Bischof von AugsburgViktor Josef Dammertz (1929–2020)
- Dammeyer, Manfred (* 1939), deutscher Politiker (SPD), MdL
- Dammhofer, Seppl (1884–1929), schweizerischer Volkssänger und Humorist
- Dämmig, Kurt (1884–1944), deutscher Bildhauer
- Damming, Rowan (* 2004), niederländischer Squashspieler
- Damminger, Ludwig (1912–1981), deutscher Fußballspieler
- Dammjacob, Dieter (* 1951), deutscher Offizier, Brigadegeneral der Luftwaffe der Bundeswehr
- Dammmüller, Eugen (1865–1942), sächsischer Generalmajor
- Dammouse, Albert (1848–1926), französischer Bildhauer, Keramiker und Glaskünstler
- Dämmrich von Luttitz, Uschi, deutsche Fernsehmoderatorin und Schauspielerin
- Dämmrich, Hans-Jürgen, deutscher Schauspieler
- Dämmrich, Jörg (1962–2019), deutscher Fußballspieler
- Dämmrich, Klaus (1932–2008), deutscher Tierarzt und Hochschullehrer
- Dammrich, Reni (* 1962), deutsche Schriftstellerin

### Damn
- Damnitz, Felix von (1847–1926), preußischer General der Kavallerie
- Damnitz, Friedrich Lebrecht von († 1737), Hofmarschall in Schwarzburg-Rudolstadt und sachsen-gothaischer Generalmajor
- Damnitz, Heino von (1934–2020), deutscher Maler und Zeichner
- Damnitz, Johann Casimir von († 1756), königlich-polnischer und kurfürstlich-sächsischer Generalmajor der Infanterie, Herr auf Schmehlen und Baußig
- Damnitz, Wolf Siegmund von (1685–1755), kaiserlich und königlich ungarischer Generalfeldmarschall
- Damnjanović, Jovana (* 1994), serbische FußballspielerinJovana Damnjanović (* 1994)

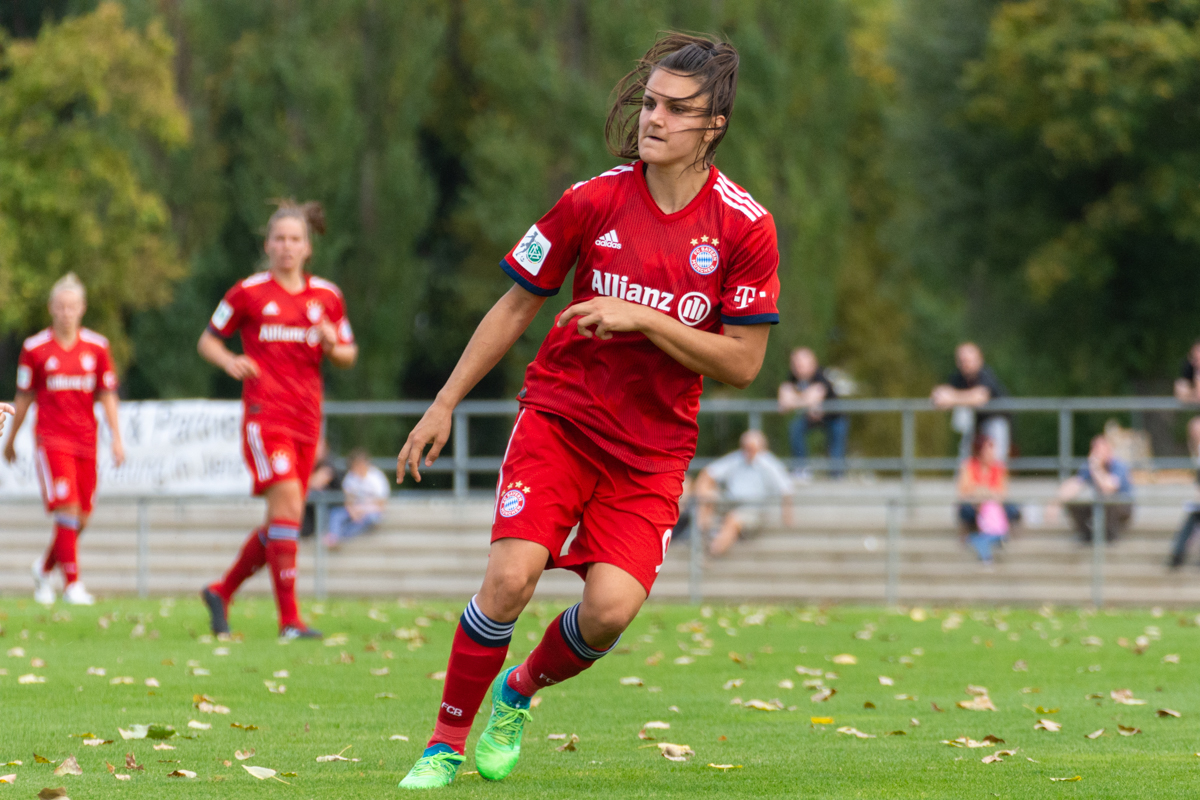
Jovana Damnjanović (* 1994)

- Damnjanović, Radomir (1936–2025), jugoslawischer Maler und Body-Art Künstler

### Damo
- Damo, antike griechische Philosophin
- Damoah, Adelaide (* 1976), britische Malerin und Performancekünstlerin
- Damodaram Pillai, C. W. (1832–1901), tamilischer Philologe
- Damodaran, Aswath (* 1957), US-amerikanischer Wirtschaftswissenschaftler
- Damodos, Vikentios (1700–1752), griechischer Jurist und Physiker, Aufklärer
- Damoiseau, Marie-Charles-Théodore (1768–1846), französischer Militär und Astronom
- Damokles, Günstling des Dionysios I. oder II. von SyrakusDamokles

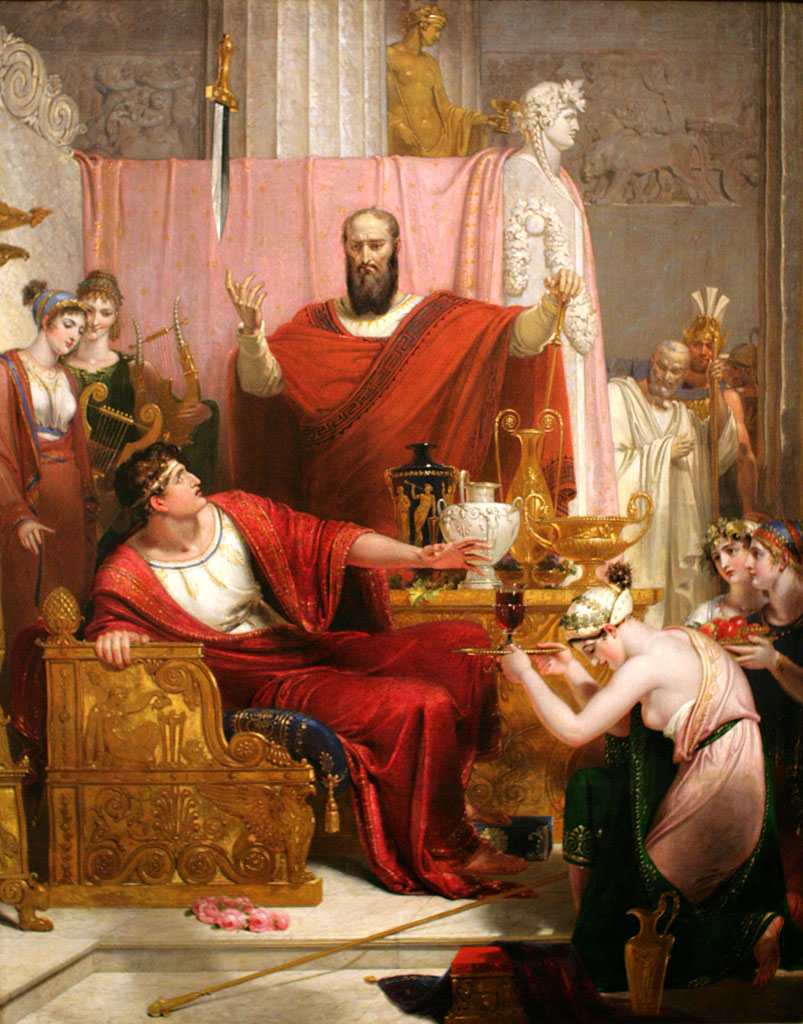
Damokles

- Damokrates, Produzent sogenannter rhodischer Vasen
- Damolin, Ezio (1944–2022), italienischer Skisportler
- Damolin, Mario (* 1947), deutscher Journalist und Filmemacher
- Damon, griechischer Musiktheoretiker und Philosoph
- Damon Paul (* 1985), deutscher DJ
- Damon Younger (* 1975), isländischer Schauspieler
- Damon, Arwa (* 1977), US-amerikanische Journalistin
- Damon, Benoît, Schweizer Schriftsteller
- Damon, Betsy (* 1940), US-amerikanische Aktivistin und Künstlerin
- Damon, Derek (* 1980), US-amerikanischer Eishockeyspieler
- Damon, Gabriel (* 1976), US-amerikanischer Filmschauspieler und Filmproduzent
- Damon, Grey (* 1987), US-amerikanischer Schauspieler
- Damon, Jace, US-amerikanischer Schauspieler
- Damon, Jerome (* 1972), südafrikanischer Fußballschiedsrichter
- Damon, Johnny (* 1973), US-amerikanischer Baseballspieler
- Damon, Larry (1933–2024), US-amerikanischer Skilangläufer, Biathlet und Leichtathlet
- Damon, Mark (1933–2024), US-amerikanischer Filmschauspieler
- Damon, Matt (* 1970), US-amerikanischer SchauspielerMatt Damon (* 1970)

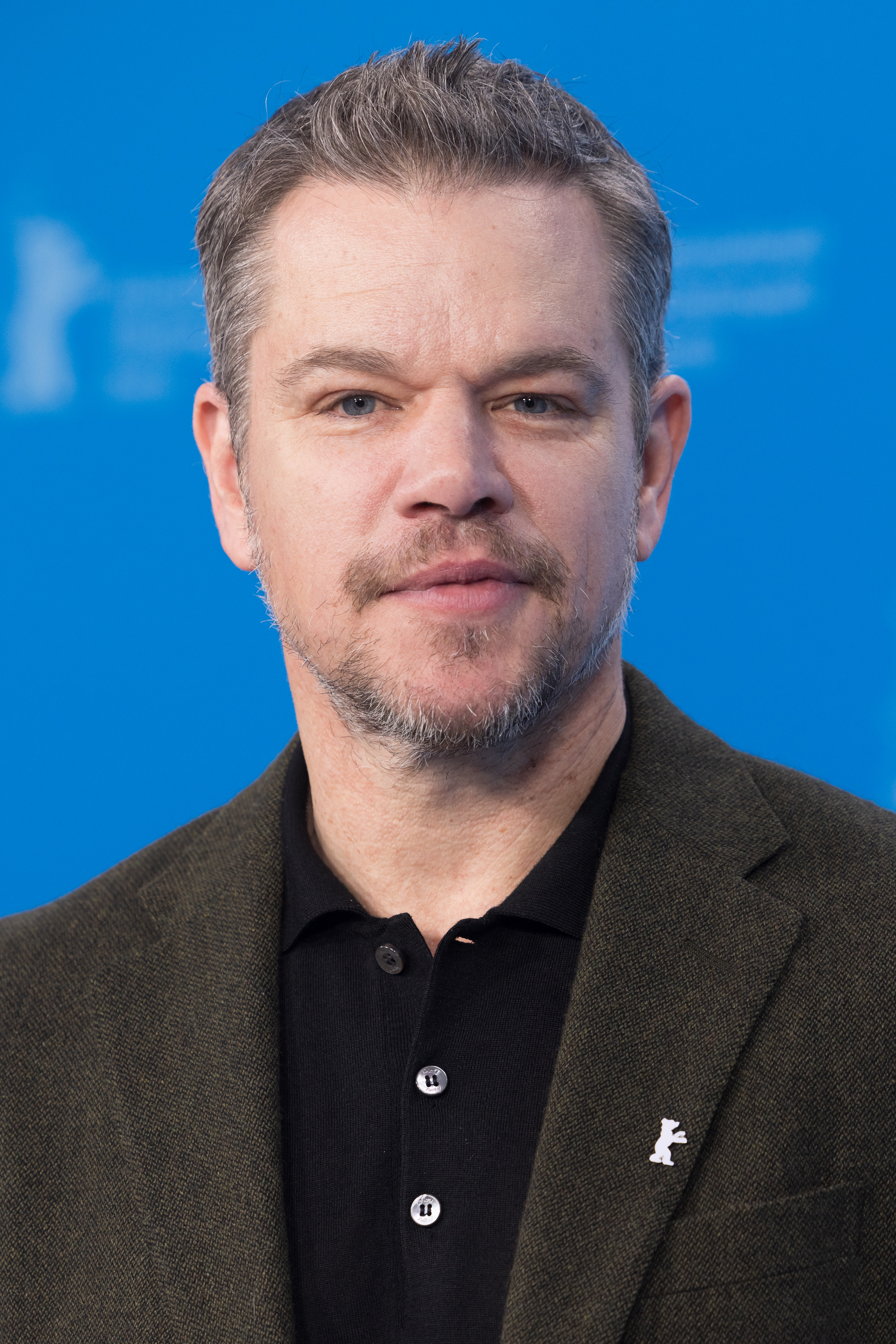
Matt Damon (* 1970)

- Damon, Stuart (1937–2021), US-amerikanischer Schauspieler
- Damon, Yvonne, Schweizer Basketballspielerin
- Damon-Maler, korinthischer Vasenmaler
- Damond, Justine (1977–2017), australisch-amerikanisches Opfer von Polizeigewalt
- Damone, Vic (1928–2018), US-amerikanischer Sänger und Schauspieler
- Damonte, Juan (1945–2005), argentinischer Schriftsteller
- Damonte, Mario († 1974), italienischer Autorennfahrer und Unternehmer
- Damophilos, antiker griechischer Maler und Koroplast
- Damophon, König von Pisa
- Damophon von Messene, griechischer Bildhauer der Antike
- D’Amore, Caroline (* 1984), US-amerikanische Schauspielerin, DJ und Model
- D’Amore, Crescenzo (1979–2024), italienischer Radrennfahrer
- D’Amore, Hallie (1942–2006), amerikanische Maskenbildnerin
- D’Amore, Luigi, italienischer Klassischer Archäologe
- D’Amore, Marco (* 1981), italienischer Schauspieler, Regisseur und DrehbuchautorMarco D’Amore (* 1981)

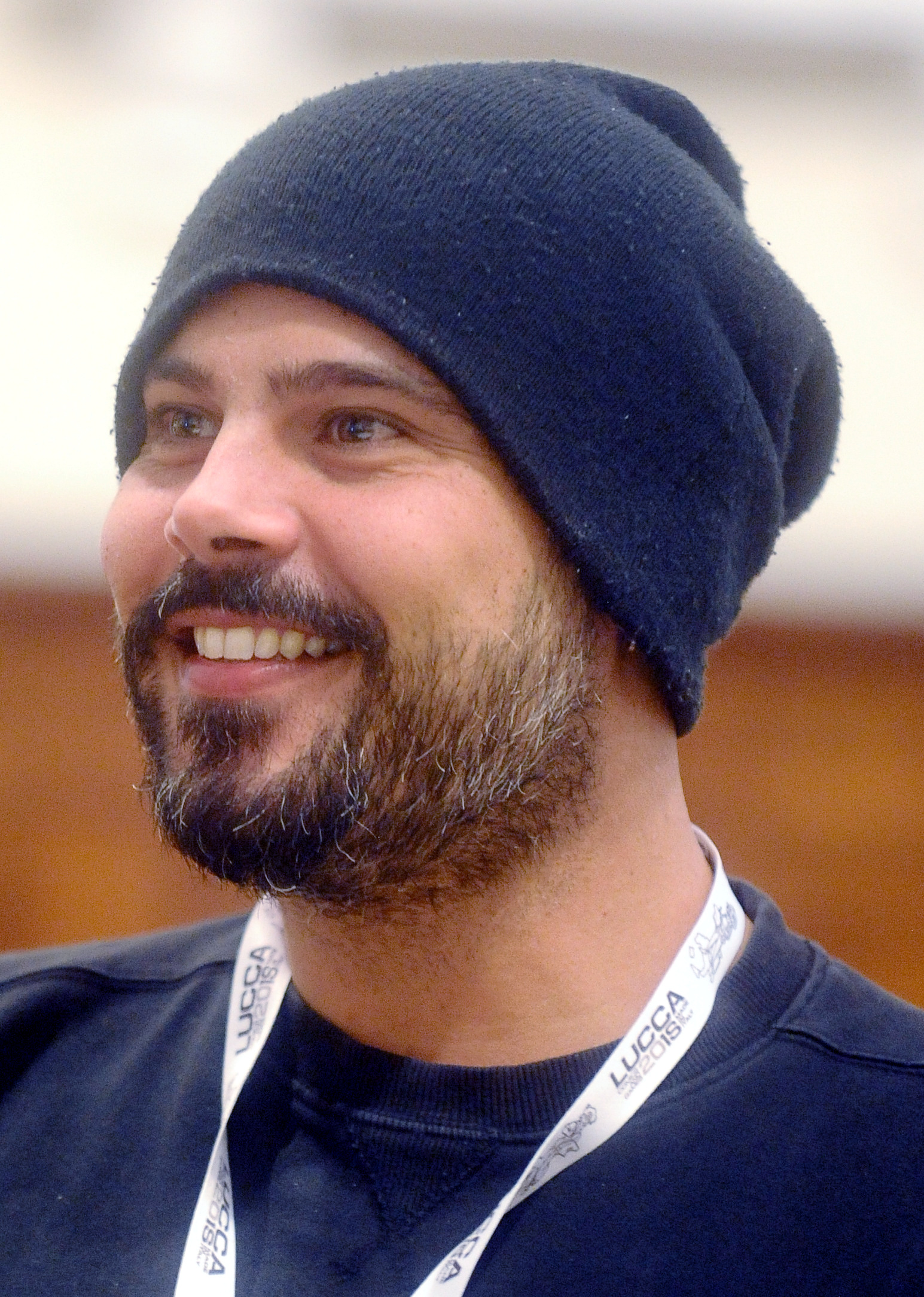
Marco D’Amore (* 1981)

- Damory, Richard, 1. Baron Damory († 1330), englischer Adliger und Höfling
- Damory, Roger, 1. Baron Damory († 1322), englischer Adliger und Höfling
- Damos (* 1977), Schweizer Rapper, Beatproduzent und Künstler
- Damour, Augustin Alexis (1808–1902), französischer Mineraloge
- D’Amour, Denis (1959–2005), kanadischer Gitarrist
- Damour, Loïc (* 1991), französischer Fußballspieler
- D’Amour, Paul (* 1967), US-amerikanischer Musiker, Bassist der Alternative/Heavy-Metal-Band Tool
- Damour, Thibault (* 1951), französischer theoretischer Physiker
- Damourette, Jacques (1873–1943), französischer Romanist und Grammatiker
- D’Amours, Gaétan (1933–2007), kanadischer Bodybuilder
- D’Amours, Jacques, kanadischer Unternehmer und Milliardär
- D’Amours, Norman (* 1937), US-amerikanischer Politiker
- D’Amours, Sophie (* 1966), kanadische Ingenieurin und Professorin an der Universität Laval
- Damovsky, Bernd (* 1953), deutscher Bühnen- und Kostümbildner
- Damoxenos, griechischer Komödiendichter

### Damp
- Damp, Andrea (* 1977), deutsche Malerin
- Dampc, Henryk (1935–2000), polnischer Boxer
- Dampe, Jacob Jacobsen (1790–1867), dänischer Theologe und Philosoph
- Dampf, Ethan (* 1994), US-amerikanischer Filmschauspieler
- Dampfhofer, Franz (* 1946), österreichischer Maler und Zeichner
- Dämpfling, Günter (* 1956), deutscher Fußballspieler
- Dampha, Abdou Rahman (* 1991), gambischer Fußballspieler
- Dampha, Daddy Kabba, gambischer Politiker
- Dampha, Ebrima K. S., gambischer Verwaltungsbeamter
- Damphousse, Marcel (* 1963), kanadischer Geistlicher und römisch-katholischer Erzbischof von Ottawa-Cornwall
- Damphousse, Vincent (* 1967), kanadischer Eishockeyspieler
- Dampier, Erick (* 1975), US-amerikanischer Basketballspieler
- Dampier, Karl (* 1948), österreichischer Politiker (SPÖ), Landtagsabgeordneter und Gemeinderat
- Dampier, William († 1715), britischer Freibeuter, dreimaliger Weltumsegler, Entdecker und Geograph
- Dampierre, Auguste Marie Henri Picot de (1756–1793), französischer General
- Dampierre, Heinrich von (1580–1620), Feldmarschall und Kriegsrat
- Dampierre, Marc-Antoine de (1676–1756), französischer Adeliger
- Dampierre, Robert de (1888–1974), französischer Diplomat
- Dampmann, Reinhard (* 1937), deutscher Boxer
- Dampney, Zara (* 1986), britische Beachvolleyballspielerin
- Dampt, Jean-Auguste (1854–1945), französischer Bildhauer

### Damr
- Damrat, Anna (* 1945), deutsche Politikerin (SPD), MdA
- Damrath, Helmut (* 1917), deutscher Bauingenieur
- Damrau, Diana (* 1971), deutsche SopranistinDiana Damrau (* 1971)

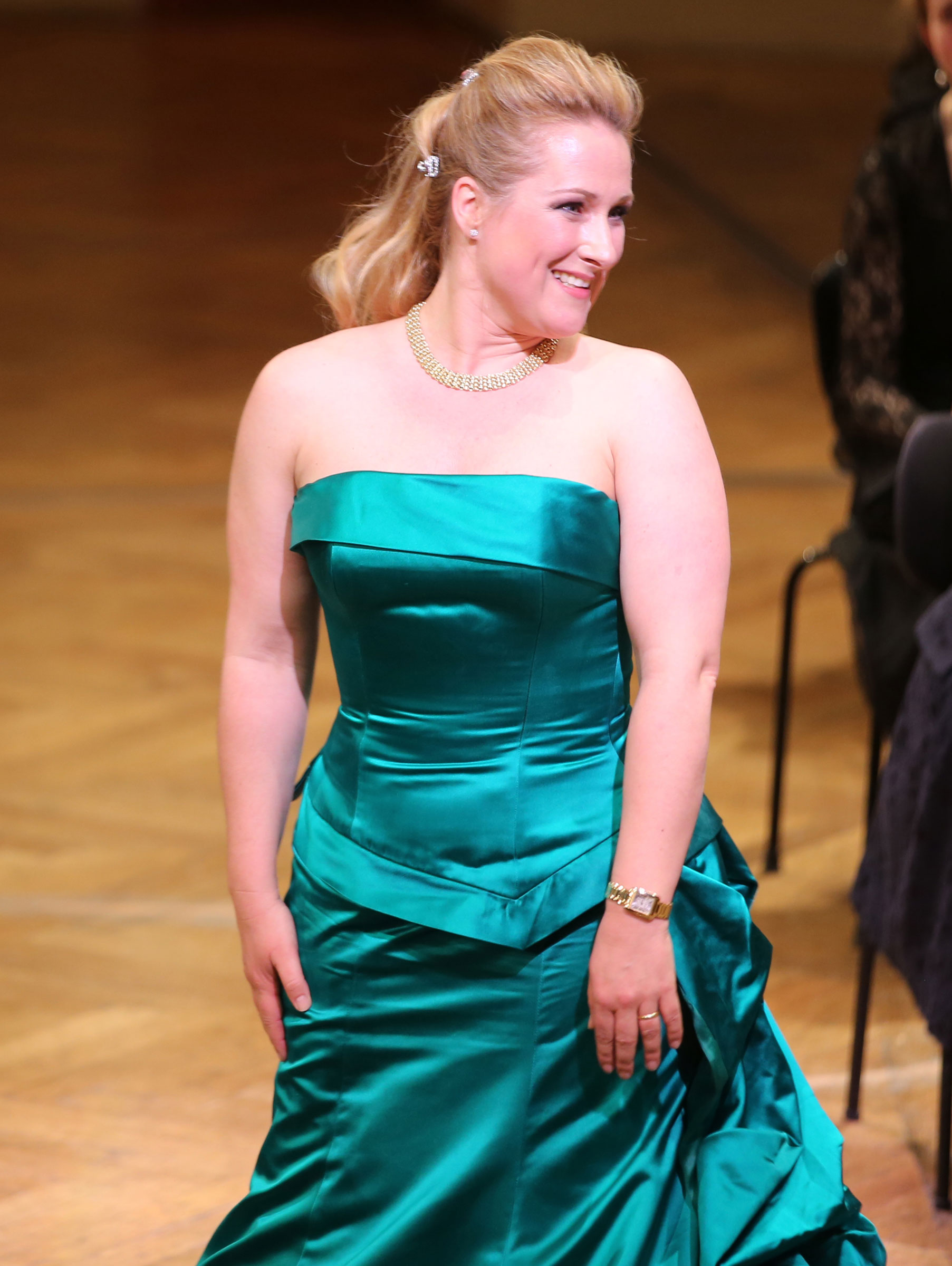
Diana Damrau (* 1971)

- Damrau, Hans (1902–1952), deutscher Jurist und NS-Funktionär
- Damrau, Jürgen (* 1937), deutscher Rechtswissenschaftler und Hochschullehrer
- Damrau, Tillmann (* 1961), deutscher Maler
- Damrell, William S. (1809–1860), US-amerikanischer Politiker
- Damrong Rajanubhab (1862–1943), Innenminister Thailands, ArchäologeDamrong Rajanubhab (1862–1943)

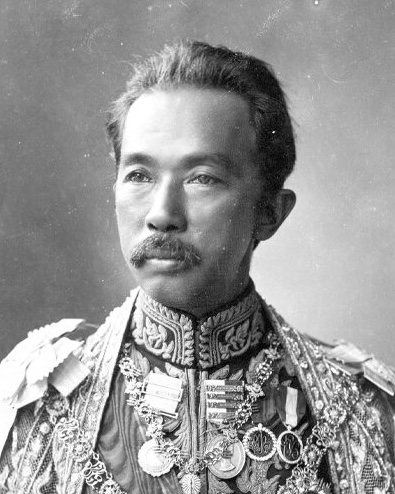
Damrong Rajanubhab (1862–1943)

- Damrosch Tee-Van, Helen (1893–1976), US-amerikanische Tiermalerin, Landschaftsmalerin, naturkundliche Illustratorin und Sachbuchautorin
- Damrosch, Frank (1859–1937), deutsch-amerikanischer Dirigent und Musikerzieher
- Damrosch, Leo (* 1941), amerikanischer Autor und Literaturprofessor
- Damrosch, Leopold (1832–1885), deutscher Komponist, Dirigent, Violinist und Musikpädagoge
- Damrosch, Lori Fisler (* 1953), amerikanische Juristin, Professorin an der Columbia University
- Damrosch, Walter (1862–1950), US-amerikanischer Dirigent und Komponist
- Damrow, Frits (* 1960), niederländischer Trompeter
- Damrow, Hildegard (1918–1975), deutsche Soziologin und Gerichtsreporterin
- Damrow, Sascha (* 1986), deutscher Radsportler

### Dams
- Dams, Catrin, deutsche Synchronsprecherin
- Dams, Friedrich (1799–1877), deutscher Theaterschauspieler und Opernsänger (Tenor)
- Dams, Matteo (* 2004), belgischer Fußballspieler
- Dams, Niklas (* 1990), deutscher Fußballspieler
- Dams, Theodor (1922–2013), deutscher Agrar- und Wirtschaftswissenschaftler
- Dams, Vok (1938–2023), deutscher Unternehmer und Pionier für Eventmarketing in Deutschland
- Damschen, Angelique (* 1967), deutsche Sängerin
- Damschen, Gregor (* 1969), deutscher Klassischer Philologe und Philosoph
- Damschen, Karl (* 1942), deutscher Architekt
- Damse, Józef (1789–1852), polnischer Komponist
- Damseaux, André (1937–2007), belgischer Politiker, MdEP, wallonischer Ministerpräsident und Bürgermeister
- Damsgaard, Christian (* 1968), dänischer Schauspieler, Komiker, Drehbuchautor und Synchronsprecher
- Damsgaard, Mikkel (* 2000), dänischer Fußballspieler
- Damsgaard, Therese (* 1979), dänische Schauspielerin
- Damshäuser, Berthold (* 1957), deutscher Malaiologe
- Damski, Mel (* 1946), US-amerikanischer Film- und Fernsehregisseur sowie Film- und Fernsehproduzent
- Damskis, Mihails (* 1913), lettischer Fußballspieler
- Damso (* 1992), belgisch-kongolesischer Rapper, Sänger und SongwriterDamso (* 1992)

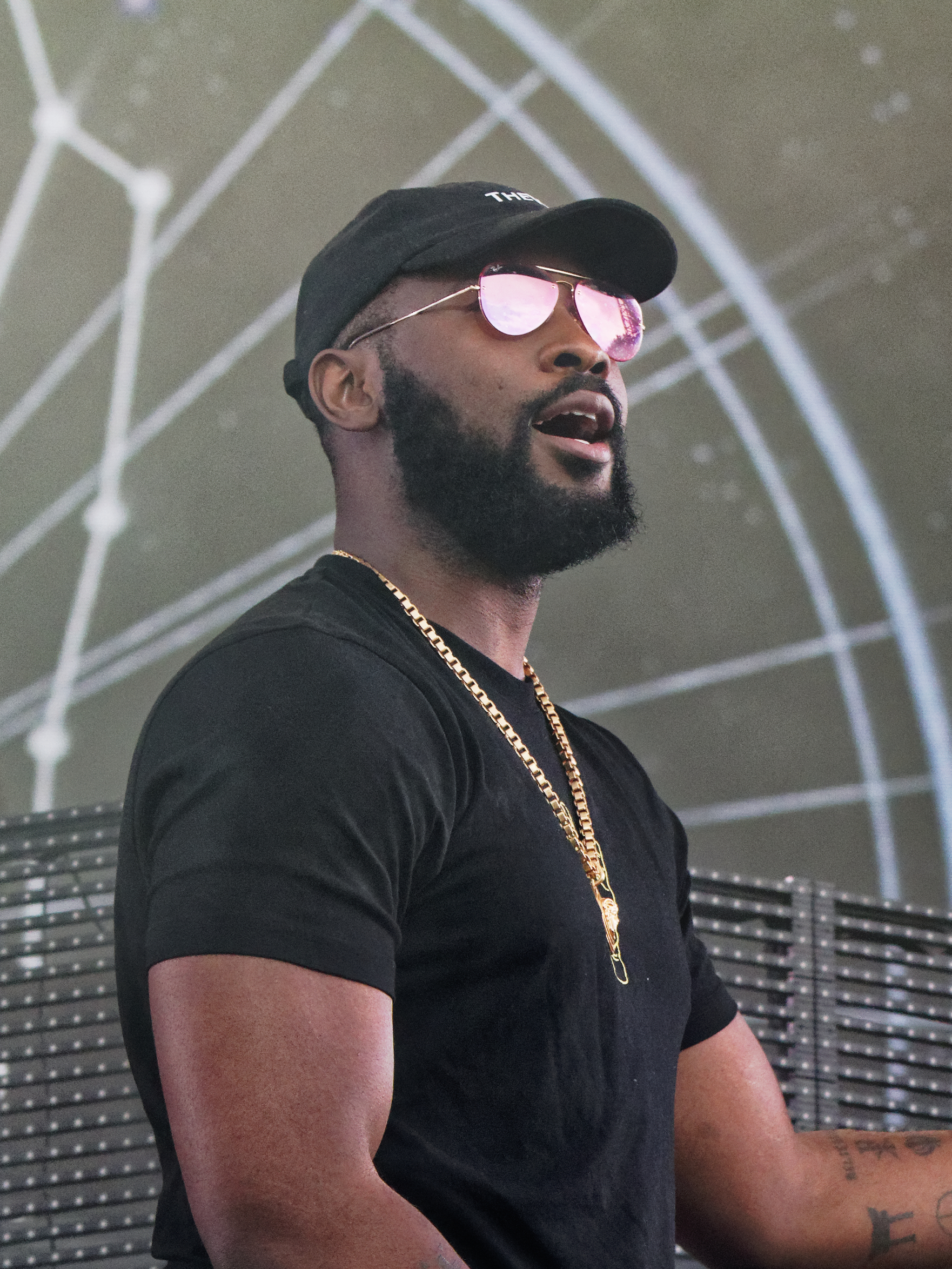
Damso (* 1992)

- Damson, Willy (1894–1944), deutscher Politiker (NSDAP), MdR
- Damß, Martin (1910–1962), deutscher Autor
- Damsté, Christiaan Paul (* 1944), niederländischer Künstler
- Damsté, Jaap Sinninghe (* 1959), niederländischer Geochemiker und Mikrobiologe
- Damsté, Pieter Helbert (1860–1943), niederländischer Altphilologe
- Damström, Cecilia (* 1988), finnische Komponistin

### Damu
- Damu the Fudgemunk (* 1984), US-amerikanischer Produzent und DJ
- Damuah, Vincent Kwabena (1930–1992), ghanaischer Priester und Mitglied der Regierung des PNDC in Ghana
- Damulevičius, Vladas (* 1955), litauischer Politiker
- Damus, Martin (1936–2013), deutscher Kunsthistoriker
- Damus, Renate (1940–1992), deutsche Politikwissenschaftlerin und Politikerin (Bündnis 90/Die Grünen)
- Damus, Sahra (* 1982), deutsche Politikerin (Bündnis 90/Die Grünen), MdL
- Damus, Walter (1901–1974), deutscher Pädagoge, Gegner des Nationalsozialismus, Emigrant
- Damušis, Romaldas Petras (* 1950), litauischer Jurist und Politiker
- Damušytė-Damušis, Gintė Bernadeta (* 1956), litauische Diplomatin

### Damw
- Damwerth, Wilhelm (1923–1988), deutscher Schriftsteller

### Damz
- Damzog, Ernst (1882–1945), deutscher SS-Brigadeführer und Generalmajor der Polizei, Leiter der Kripo BreslauErnst Damzog (1882–1945)

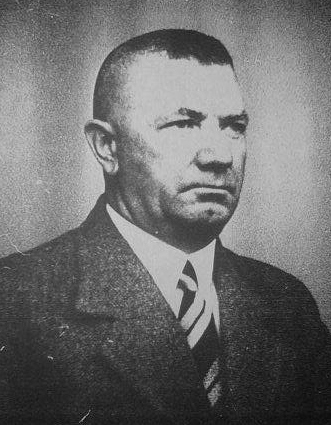
Ernst Damzog (1882–1945)